# Treuchtlingen
Treuchtlingen is een gemeente in de Duitse deelstaat Beieren, gelegen in het Landkreis Weißenburg-Gunzenhausen. De stad telt 13.099 inwoners. Treuchtlingen is een Staatlich anerkannter Erholungsort.

## Stadsindeling

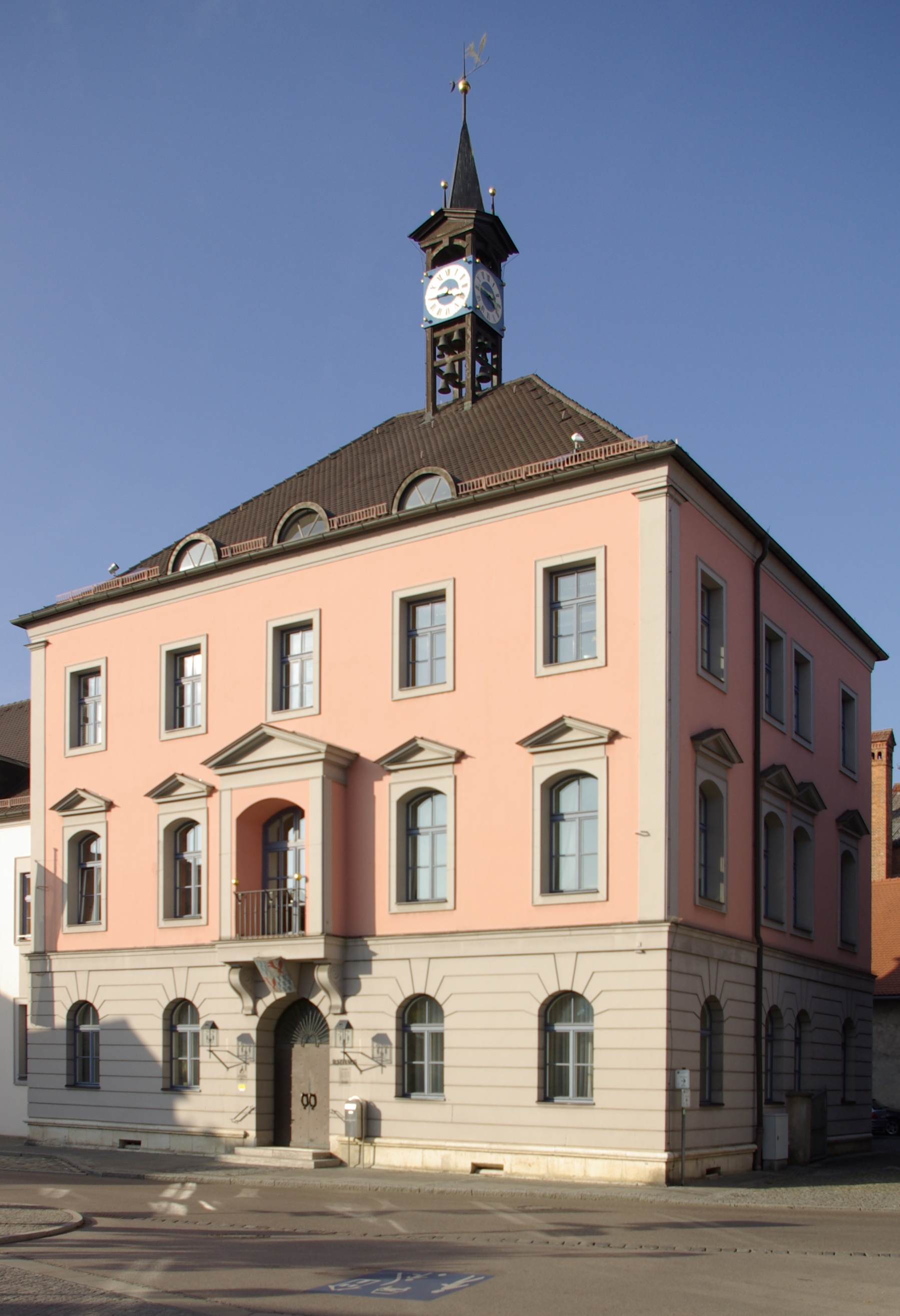
Gemeentehuis

Treuchtlingen bestaat officieel uit 54 stadsdelen, Gemeindeteile:
- De hoofdplaats Treuchtlingen
- De 4 parochiedorpen (Pfarrdörfer) Auernheim, Dietfurt in Mittelfranken, Möhren en Wettelsheim
- De 5 kerkdorpen (Kirchdörfer) Bubenheim, Graben, Gundelsheim[2], Schambach en Windischhausen
- De 4 dorpen zonder eigen kerkgebouw Falbenthal, Haag bei Treuchtlingen, Oberheumödern en Schlittenhart
- De 12 gehuchten (Weiler) Bonhof, Eulenhof, Freihardt, Fuchsmühle, Grönhart, Gstadt, Hagenau, Kellerhaus, Neufang, Siebeneichhöfe, Unterheumödern en Wieshof
- De 28 Einöden[3] Bergnershof, Dickmühle, Dornmühle, Eichhof, Hagenhof, Heunischhof, Hürth, Kästleinsmühle, Kohlmühle, Lehnleinsmühle, Mattenmühle, Metzenhof, Möhrenberg, Naßwiesen, Neuheim, Obere Papiermühle, Untere Papiermühle, Rutzenhof, Sägmühle, Schertnershof, Schmarrmühle, Schürmühle (zie afbeelding), Spielhof, Steinbruch, Weinbergshof, Ziegelhütte, Ziegelmühle en Zollmühle.

### Wapensvan enige stadsdelen van Treuchtlingen

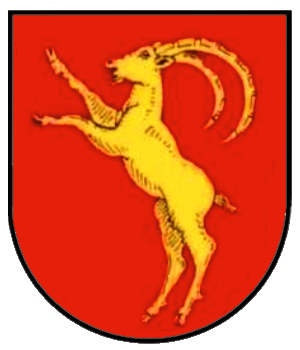
Auernheim am Hahnenkamm
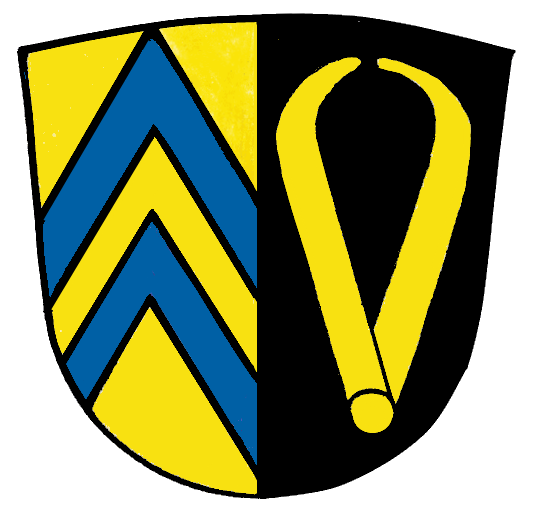
Gundelsheim
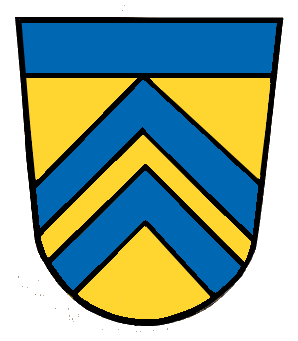
Möhren
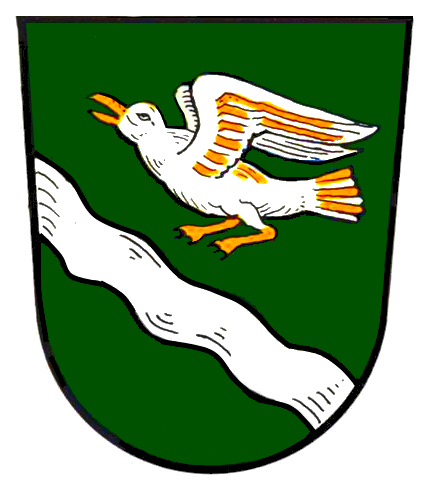
Wettelsheim
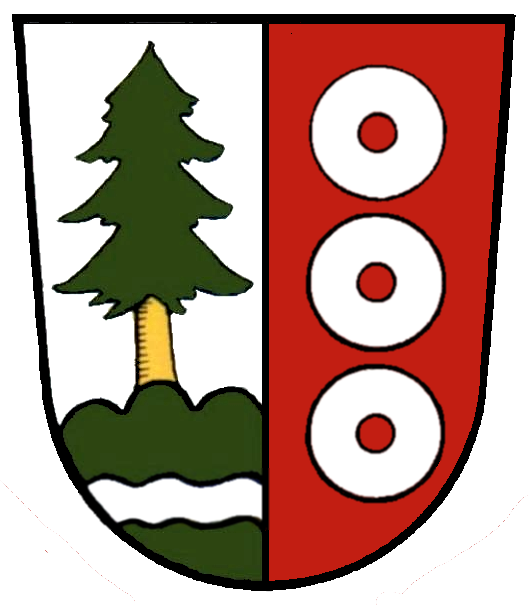
Windischhausen-Heumödern

## Geografie
Treuchtlingen heeft een oppervlakte van 103 km² en ligt in het zuiden van Duitsland, in het dal van de Altmühl. Een relatief belangrijke zijbeek hiervan is de Möhrenbach. De Europese waterscheiding loopt enkele kilometers ten noorden van Treuchtlingen langs. Aan de zuidwestkant van de gemeente ligt de heuvelrug Hahnenkamm met toppen tot 650 m hoogte. Deze vormt de zuidwestelijke uitloper van het middelgebergte Fränkische Alb.

### Naburige gemeenten
Dit zijn, grofweg in de richting van de wijzers van de klok, te beginnen in het noordwesten:
- Markt Berolzheim
- Heidenheim
- Weißenburg in Bayern
- Alesheim
- Polsingen
- Wolferstadt
- Pappenheim
- Otting
- Langenaltheim
- Monheim.

### Infrastructuur

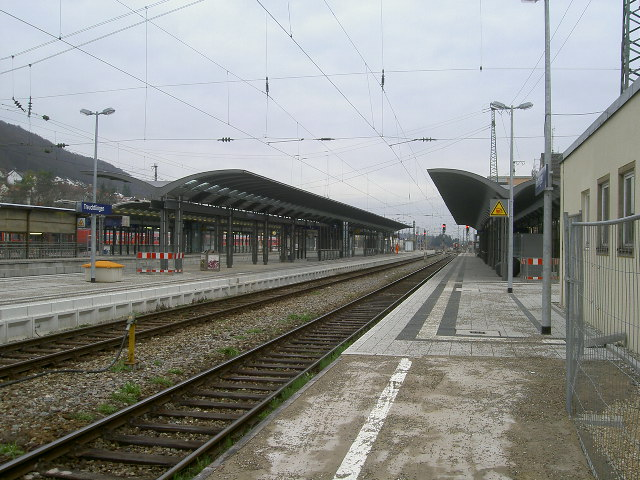
Station
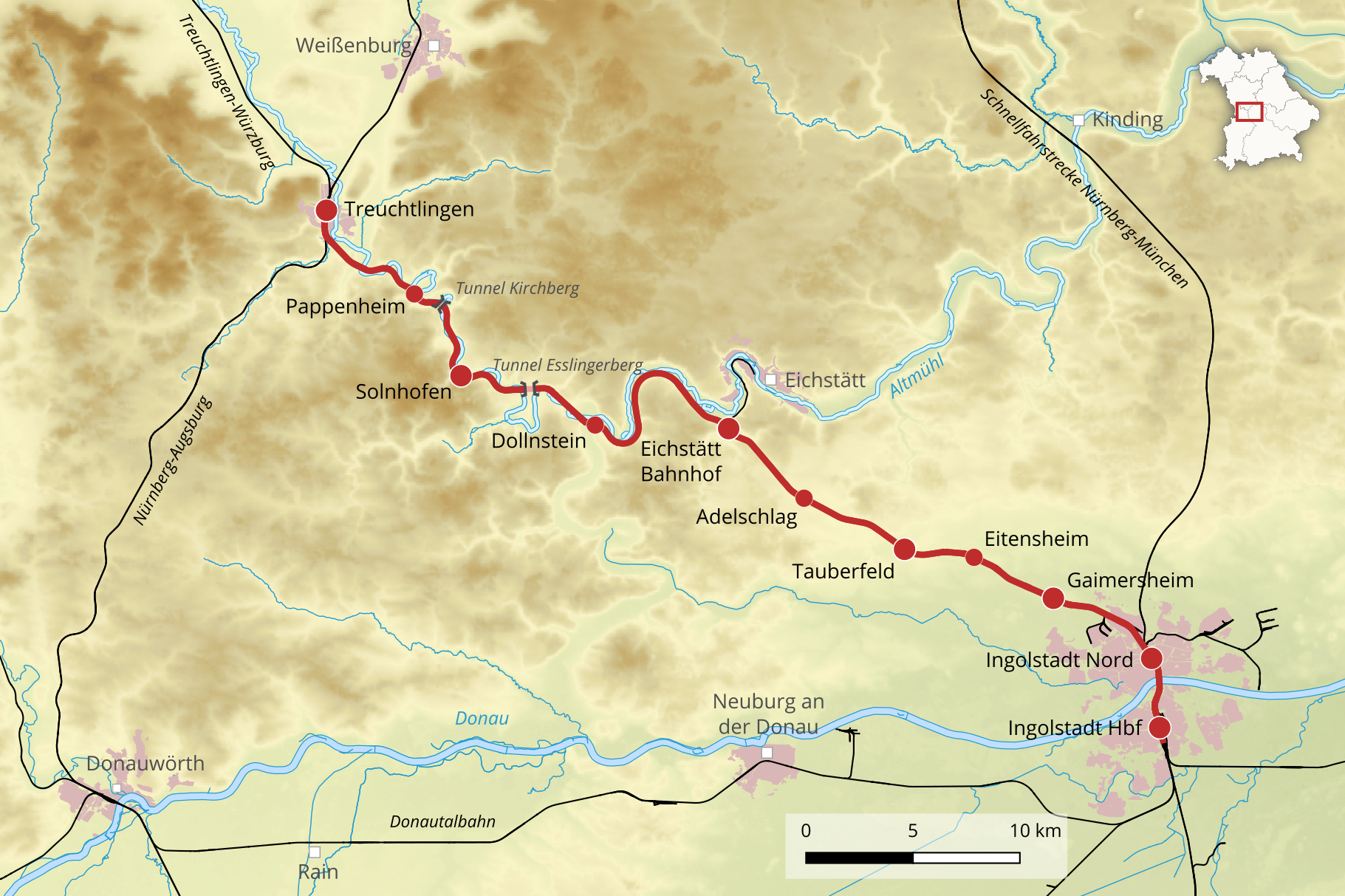
Trajectkaart spoorlijn Ingolstadt- Treuchtlingen
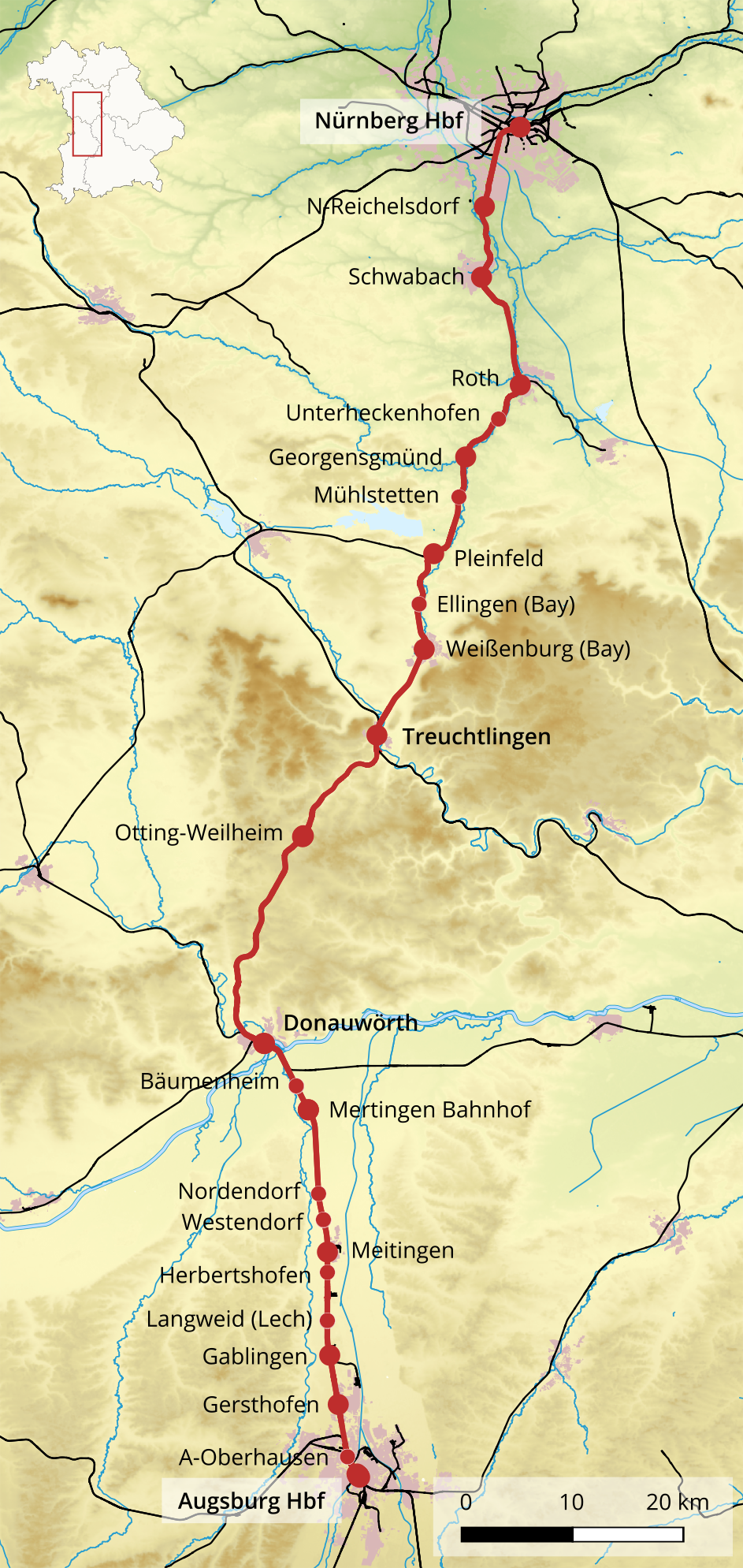
Trajectkaart spoorlijn Augsburg- Treuchtlingen- Donauwörth- Nürnberg Hauptbahnhof
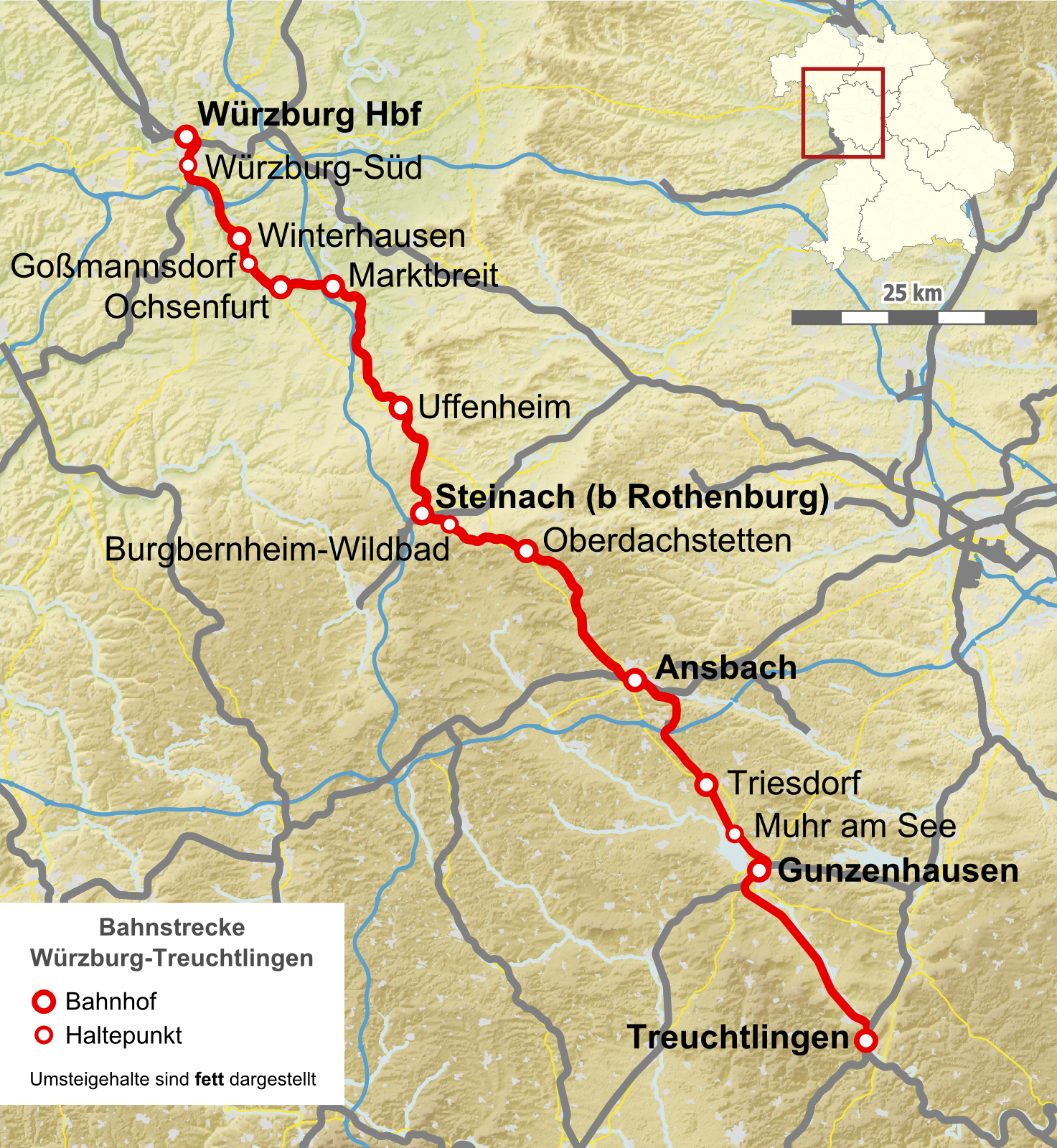
Trajectkaart spoorlijn Würzburg Hbf- Treuchtlingen
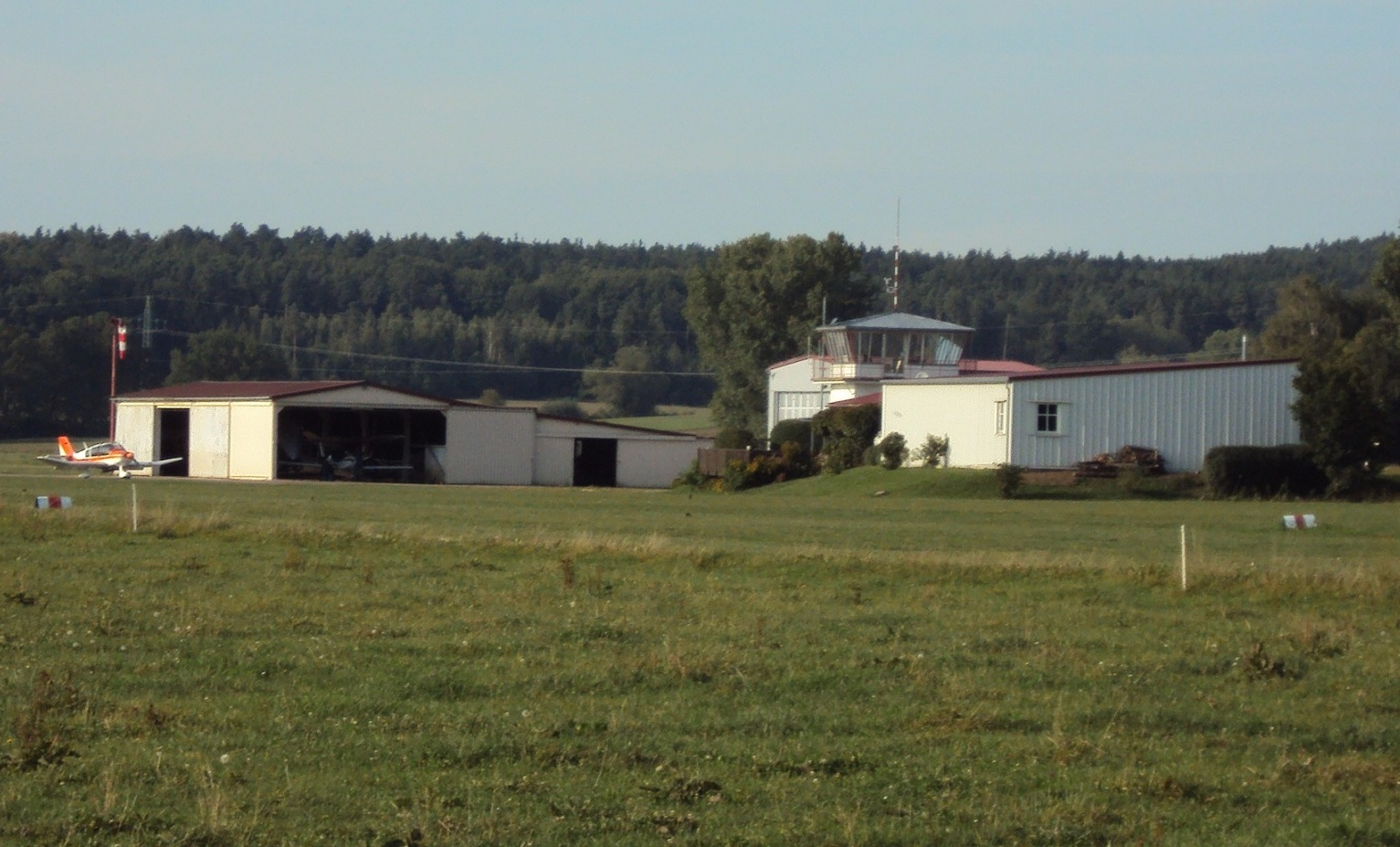
Vliegveld Treuchtlingen-Bubenheim

Treuchtlingen is een regionaal spoorwegknooppunt.
Het direct ten westen van de stadskern gelegen station ligt aan vier spoorlijnen:
- Treuchtlingen–Nürnberg Hauptbahnhof (0,0)
- München Hauptbahnhof– Ingolstadt (km 81)- Treuchtlingen (km 136,8)
- Donauwörth–Treuchtlingen (km 34,5)
- Treuchtlingen–Würzburg Hauptbahnhof (km 0,0)

Enkele kilometers ten oosten van het stadje, en door het stadsdeel Dietfurt heen, loopt de Bundesstraße 2 van o.a. Neurenberg naar o.a. Donauwörth in noord-zuid-richting. Dit is de belangrijkste verkeersweg in de gemeente. Autobahnen zijn binnen een straal van 35 km van Treuchtlingen niet te vinden.
Vijf km ten noordwesten van Treuchtlingen, bij Bubenheim, ligt een klein vliegveld voor met name de zweefvliegsport. Het heeft ICAO-code EDNT. De start- en landingsbaan is een 645 m lange en 30 m brede graspiste.

## Economie
- De belangrijkste bron van inkomsten in de gemeente is het toerisme, vooral vanwege de ligging in het landschappelijk fraaie Altmühldal. Er zijn toeristische faciliteiten voor wandelaars, fietsers en kanovaarders. Via de website van de gemeente kan men hierover meer informatie downloaden.
- Van afnemend, maar nog wel groot belang voor de economie van de gemeente Treuchtlingen zijn de steengroeves. Sinds 1926 is er één in bedrijf langs de spoorlijn in stadsdeel Gundelsheim (ca. 8½ km ten zuidwesten van het stadje Treuchtlingen). De grootste groeve ligt aan de Bundesstraße 2 en de weg oostwaarts naar Pappenheim, ruim 3 km ten zuiden van de stad, tussen de stadsdelen Dietfurt en Hürth. Tussen de groeve en het dal van de Altmühl is een smalle strook bos intact gelaten, zodat het bedrijf aan het zicht onttrokken blijft. In de steengroeven wordt o.a. kalksteen gewonnen. Omdat het product op marmer lijkt (maar dat geologisch gezien niet is), wordt het verhandeld als Treuchtlinger Marmor of Jura-Marmor. Het wordt voor o.a. kerkinterieurs toegepast. Het heeft als nadeel, dat het door veel van de meest gangbare schoonmaakmiddelen chemisch aangetast wordt.
- De firma Alfmeier Präzision, met enkele duizenden arbeidsplaatsen en hoofdzetel te Treuchtlingen, levert technische onderdelen voor o.a. ventielen, toegepast in de auto-industrie.
- Ten zuiden van Treuchtlingen bevindt zich een minerale bron, die eigendom is van de supermarktketen Aldi.
- In de stad is verder een kleine fabriek van spuitgietmachines, en verder veel lokaal en regionaal midden- en kleinbedrijf gevestigd.

## Korte karakteristieken van enkele van de stadsdelen
- Auernheim (ruim 600 inwoners) ligt 8 km ten westen van Treuchtlingen-stad aan een provinciale weg naar Oettingen. Het is het hoogst gelegen dorp in de streek Mittelfranken (meer dan 600 m boven de zeespiegel). Het dorp ontstond reeds in de vroege middeleeuwen. Bezienswaardig is de evangelisch-lutherse Sint-Joriskerk van Auernheim, die in de 11e eeuw gebouwd en in 1728 grondig werd gerenoveerd. Het interieur, waaronder bijzondere beschilderingen op de galerijen, dateert ten dele uit 1680.
- Bubenheim ( ca. 350 inwoners) ligt op circa 430 m boven zeeniveau aan de Altmühl, 4 km ten noordwesten van Treuchtlingen-stad. Ook dit dorp is zeer oud; in 792 bracht Karel de Grote er een bezoek. Bijzonder is, dat in de Bubenheimer Berg, die bijna 50 m boven het dorp uitsteekt, gesteenten zijn ontdekt, die daar 15 miljoen jaar geleden bij de Ries-inslag terecht zijn gekomen. De 18e-eeuwse, evangelisch lutherse, dorpskerk is gewijd aan St. Ulrich van het Heilig Kruis.
- Dietfurt of Dietfurt in Mittelfranken heeft circa 450 inwoners en ligt ongeveer 4 km ten zuidoosten van Treuchtlingen-stad. Bij het dorp, dat aan de Altmühl ligt, monden twee zijbeken, de Hungerbach en de Schambach, in die rivier uit. De anno 802 in een schenkingsakte aan de Abdij van Sankt Gallen reeds vermelde plaatsnaam Dietfurt betekent: door alle mensen (diet = volk, iedereen) gebruikte voorde (Furt) over de Altmühl. Het dorp heeft een rijke en woelige geschiedenis, met vele wisselingen van landheer. Ook dit dorp heeft een bezienswaardige dorpskerk. De evangelisch-lutherse Johannes-de-Doperkerk dateert gedeeltelijk uit de 12e eeuw, en werd in de 17e en 18e eeuw vergroot en gerenoveerd.
- Graben, met ruim 200 inwoners, ligt 3 km ten noorden van Treuchtlingen-stad. Hier herinnert een waterpartij nog aan de hierheen gegraven Fossa Carolina, waar ook de plaatsnaam op teruggaat. Ook dit dorp heeft een bezienswaardige dorpskerk. De evangelisch-lutherse, oorspronkelijk aan St. Cunegonde van Luxemburg gewijde kerk dateert grotendeels uit de 17e eeuw en is voorzien van bijzondere muurschilderingen.
- Gundelsheim ligt in het dal van de Möhrenbach, 7 km ten zuidwesten van Treuchtlingen-stad. Het dorp heeft circa 450 inwoners. Bij Gundelsheim ligt een in 1926 geopende steengroeve, waarvan het product als Jura-Marmor wordt verhandeld. In de 20e eeuw had het dorp decennia lang, mede voor het transport van marmerblokken, een stationnetje aan de spoorlijn van Treuchtlingen naar Donauwörth. De aan St. Ulrich gewijde, rooms-katholieke dorpskerk is, op de ruïne van een middeleeuws kerkje, in de 17e en 18e eeuw in barokstijl gebouwd.
- Möhren heeft circa 550 inwoners en ligt aan de Möhrenbach, 4 km ten zuidwesten van Treuchtlingen-stad. In de 20e eeuw had ook Möhren decennia lang een stationnetje aan de spoorlijn van Treuchtlingen naar Donauwörth. Het dorp werd in 1295 voor korte tijd deel van de heerlijkheid Pappenheim. Daarna wisselde het vele malen van heer. Van 1347 tot in de 17e eeuw genoot Möhren het marktrecht. In 1671 gingen de kerk en 32 huizen bij een door blikseminslag veroorzaakte brand verloren.
  - In dit dorp staat de in 1583 gebouwde en in 1673 herbouwde rooms-katholieke Maria-Hemelvaartkerk.
  - Belangrijk is verder het in 1711 op de plaats van een ouder, verwoest kasteel gebouwde jachtslot. Het in de 19e en 20e eeuw diverse malen verbouwde gebouwencomplex is privé bewoond, in 2023 door een Nederlandse familie De Greeff. Een klein gedeelte kan in het kader van rondleidingen bezichtigd worden. Op het kasteelterrein zijn 4 vakantie-appartementen ingericht, waaronder een woning met de naam Schweizerhaus.
  - De toekomst van het grote, voormalige weeshuis Schutzengelhaus (bouwjaar 1886) te Möhren is, anno 2020, onzeker.
- Schambach heeft ruim 700 inwoners en ligt aan de gelijknamige beek en aan de Bundesstraße 2, ruim 3 km ten oosten van Treuchtlingen-stad. In 1964 is tijdens archeologische opgravingen bij het dorp het restant van een Romeinse villa rustica ontdekt. In 1975 werd er een grafveld uit de Hallstattcultuur opgegraven. Ook dit in 802 voor het eerst vermelde dorp is in de periode tot 1806 vele malen van heer gewisseld. Na 1970 werden nieuwbouwwijken voor woonforensen bij dit voormalige boerendorp gebouwd. In het dorp staat de 18e-eeuwse, barokke Willibaldkerk, met 14e-eeuwse vierkante toren (evangelisch-luthers).
- Wettelsheim is de grootste plaats in de gemeente, op Treuchtlingen-stad na. Het heeft circa 1.350 inwoners en ligt, op 417 m hoogte, bijna 3 km ten noordwesten van Treuchtlingen-stad. Boven Wettelsheim verheffen zich de ongeveer 600 m hoge heuvels Patrich en Viersteinberg. Het in de vroege middeleeuwen ontstane dorp werd in 1422 door een grote brand geheel verwoest. In het dorp wordt het regionaal zeer gewaardeerde Wettelsheimer Bier gebrouwen. Het dorp heeft twee evangelisch-lutherse kerken: de Sint-Maartenskerk (14e-17e eeuw), die voornamelijk nog voor uitvaartdiensten wordt gebruikt, en de Christuskerk (1866).

## Geschiedenis

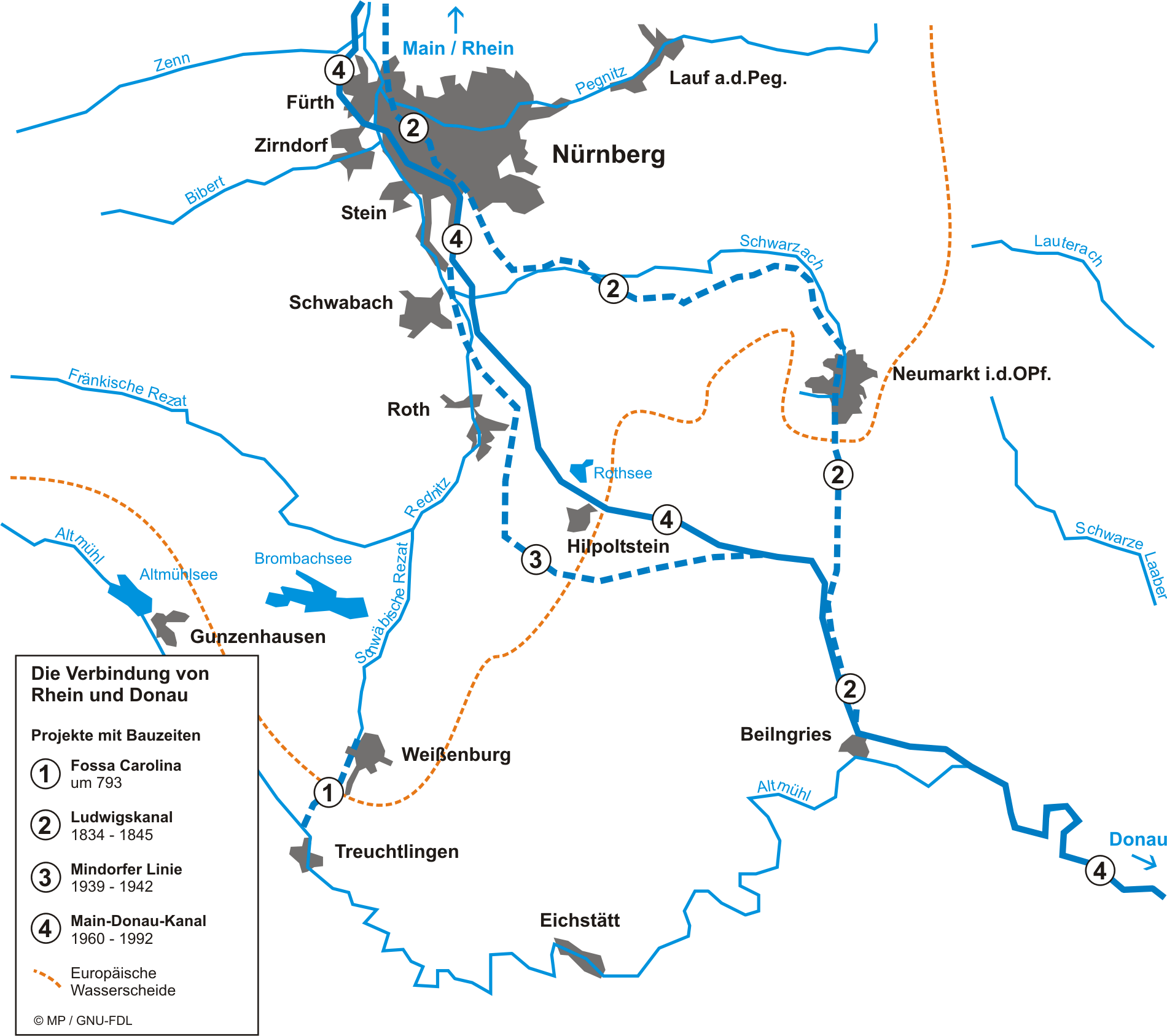
Scheepvaart-verbindingen Main <-> Donau. Linksonder de Fossa Carolina.
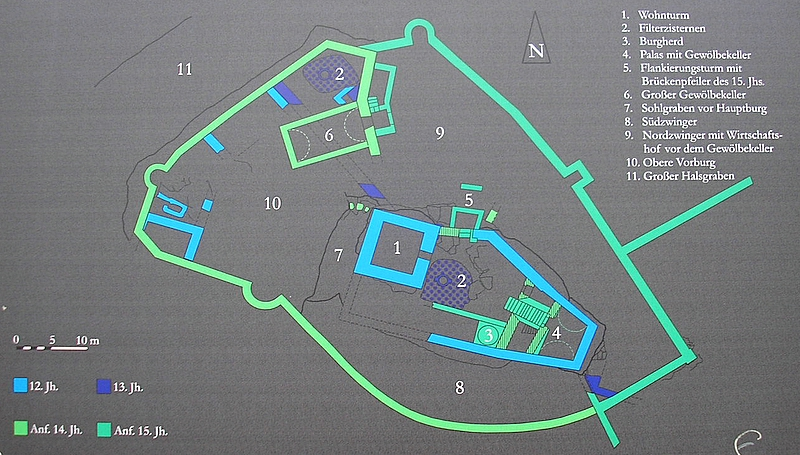
Info-paneel Obere Veste

Volgens een studie uit 2010 van Berlijnse wetenschappers was de plaats Setouakoton, vermeld in het werk Geographia ( 150 na Chr.) van Claudius Ptolemaeus, vermoedelijk gelegen op de locatie van, of dicht bij het huidige Treuchtlingen. Uit archeologisch onderzoek is gebleken, dat er tussen 400 v. Chr. en 800 achtereenvolgens Kelten, Romeinen en Franken hebben gewoond. Dit geldt ook voor naburige dorpen zoals Bubenheim, Schambach en Wettelsheim.
Treuchtlingen ligt op een -voor taalkundigen interessante- grens van drie in de vroege middeleeuwen ontstane dialectgebieden, namelijk die van het Oost-Opperfrankisch in het zuiden en westen, het Beiers in het oosten en het Zwabisch in het noorden.
In 792 liet Karel de Grote vanaf Pubnhaim (Bubenheim) het kanaal Fossa Carolina van de Donau via de Altmühl naar zijrivieren van de Main aanleggen, een project dat uiteindelijk is mislukt. De oudste vermelding van Treuchtlingen zelf in een document dateert van het jaar 899 (als Drutelinga).
In de 12e eeuw werd bij de plaats een burcht (Obere Veste) gebouwd, waarvan een ruïne bewaard is gebleven. Treuchtlingen ontstond rondom dit kasteel, en verwierf van een lokale heer, die daar resideerde, in 1400 het marktrecht. De plaats werd nu een vlek (Markt). Treuchtlingen kwam in 1447 aan het geslacht Pappenheim. Uit de Treuchtlinger tak van dit geslacht kwam de beroemde veldheer Gottfried Heinrich zu Pappenheim voort. Treuchtlingen had, zoals zoveel plaatsen, veel te lijden van oorlogsgeweld in de Dertigjarige Oorlog (1618-1648). In 1647 kwam Treuchtlingen aan het vorstendom Ansbach, en na de Napoleontische tijd, in 1809, aan het Koninkrijk Beieren. In die tijd was te Treuchtlingen het ambacht van Hafner (pottenbakker) reeds van groot belang. Ook was er enige textielnijverheid. De echte industrialisering kwam pas in 1869 op gang, toen Treuchtlingen op het spoorwegnet werd aangesloten.
In 1704 was dit gebied frontzone in de Spaanse Successieoorlog. Treuchtlingen en Pappenheim waren in Frans-Beierse handen gevallen. De Frankische Kreits, die in deze oorlog samen met de Republiek der Nederlanden aan Oostenrijkse zijde stond, liet ter verdediging een landweer aanleggen, die van de Altmühl bij Bubenheim naar Weißenburg liep. Het verdedigingswerk bestond o.a. uit grachten en 21 schansen. Van deze Weißenburger Linie zijn met name bij Dettenheim, gemeente Weißenburg, nog belangrijke restanten bewaard gebleven, die onder monumentenzorg staan.
Reeds vanaf de 17e eeuw had Treuchtlingen, dat door heren bestuurd werd, die tolerant ten opzichte van hen waren, een belangrijke Joodse gemeente; van 1730 tot aan de Kristallnacht in 1938 stond in het stadje een synagoge. Bij een volkstelling in 1837 werd vastgesteld, dat 17,7% (288 mensen) van de inwoners van Treuchtlingen joods waren. Later in de 19e eeuw nam hun aantal weer af, door toenemend antisemitisme en om economische redenen emigreerden veel joden naar o.a. de Verenigde Staten. In 1898 verwierf de plaats officieel stadsrecht. Reeds sinds 1875 heeft Treuchtlingen een eigen ziekenhuis. In de Tweede Wereldoorlog, op 23 februari 1945, werd het strategisch belangrijke station van Treuchtlingen door de geallieerden vernietigd bij een luchtbombardement. Daarbij vielen circa 600 doden en 900 gewonden.

## Bezienswaardigheden, toerisme
- Treuchtlingen ligt in het nationaal park Naturpark Altmühltal. Daarmee samenhangend, zijn er toeristische voorzieningen, die met het natuurschoon in het dal van de Altmühl in verband staan. Zo kan men via de website van de gemeente een aantal wandel-, kano- en fietsroutes downloaden.
- Direct ten oosten van het centrum van Treuchtlingen, aan de oostoever van de Altmühl, ligt sinds 2006 het thermaalbadcomplex Altmühltherme Treuchtlingen. Hier wordt fluorides bevattend bronwater van 800 m diepte opgepompt en van de oorspronkelijke 28 tot 36 graden Celsius verhit. Het complex van zwembaden en wellness-inrichtingen wordt als kuurcentrum beschouwd. Wegens o.a. het ontbreken van meer medische voorzieningen is Treuchtlingen officieel geen kuuroord. Direct ten noorden van de Altmühltherme ligt een uitgestrekt kuurpark, met daarin veel sculpturen van de hand van beeldhouwers uit de regio.
- Ten westen van de stad en het station van Treuchtlingen ligt op een heuvelkam de uitgestrekte ruïne van de Obere Veste of Burg Treuchtlingen. Deze werd in 2011 gerestaureerd en geconserveerd. Op het ruïneterrein kan men vrij wandelen. Een in 2010 gereconstrueerde bergfried wordt wellicht in de toekomst als museum ingericht. Op het ruïneterrein vinden 's zomers regelmatig muziek- en toneeluitvoeringen plaats.
- In de stad staat het in 1447 gebouwde en in 1575 tot de Von Pappenheims woonkasteel verbouwde Stadtschloss of Niedere Veste. In de 19e en vroege 20e eeuw was het in gebruik als textielwerkplaats (productie van passementen). In het gebouw zijn enige overheidskantoren en kleine musea gevestigd, waarvan er één aan passementen is gewijd. Verder is een deel van het Stadtschloss als info-centrum ten behoeve van het toerisme in gebruik.
- Tegenover het Stadtschloss staat het Volkskundemuseum of Museum Treuchtlingen, dat de historie van de stad, haar bevolking en haar omgeving als thema heeft. (zie externe link).

## Afbeeldingen

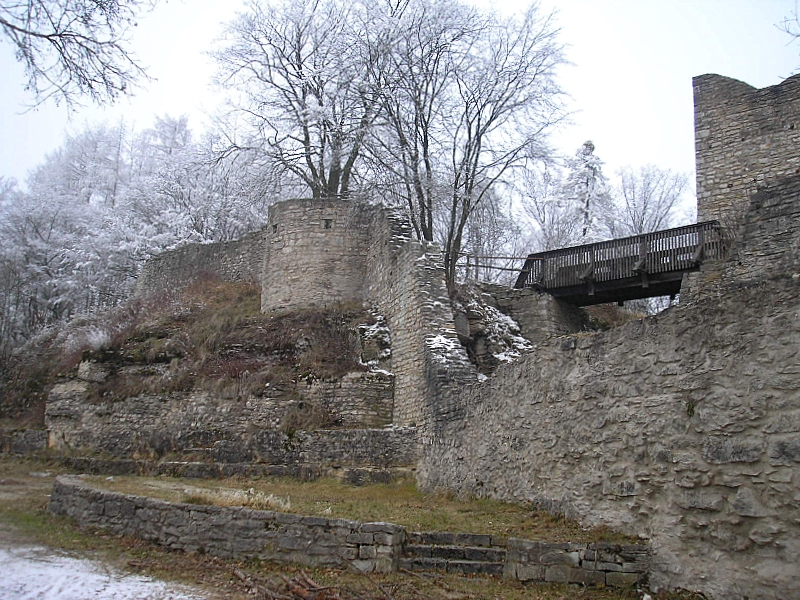
Ruïne Obere Veste of Burg Treuchtlingen
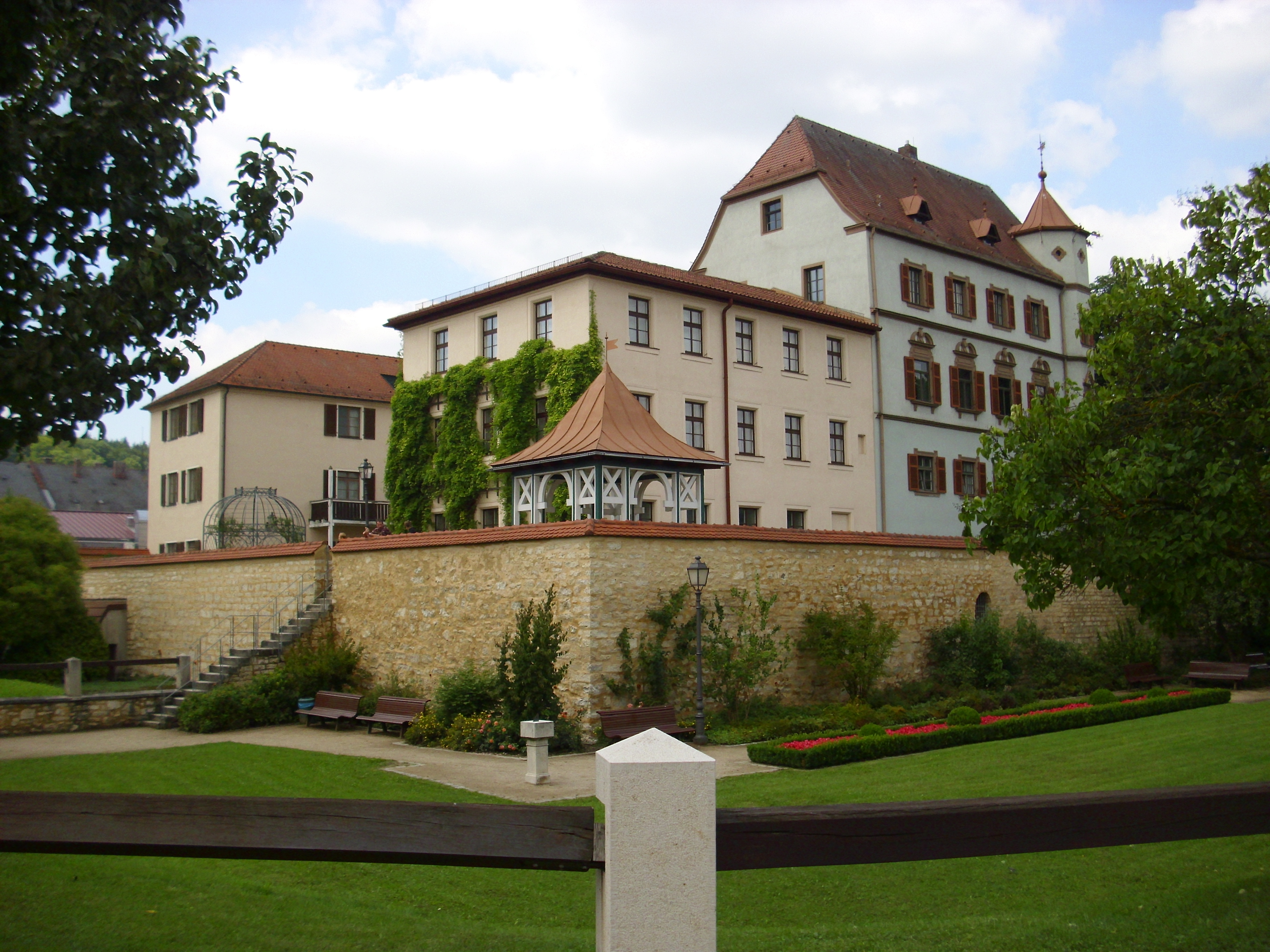
Kasteel Stadtschloss of Niedere Veste (1)
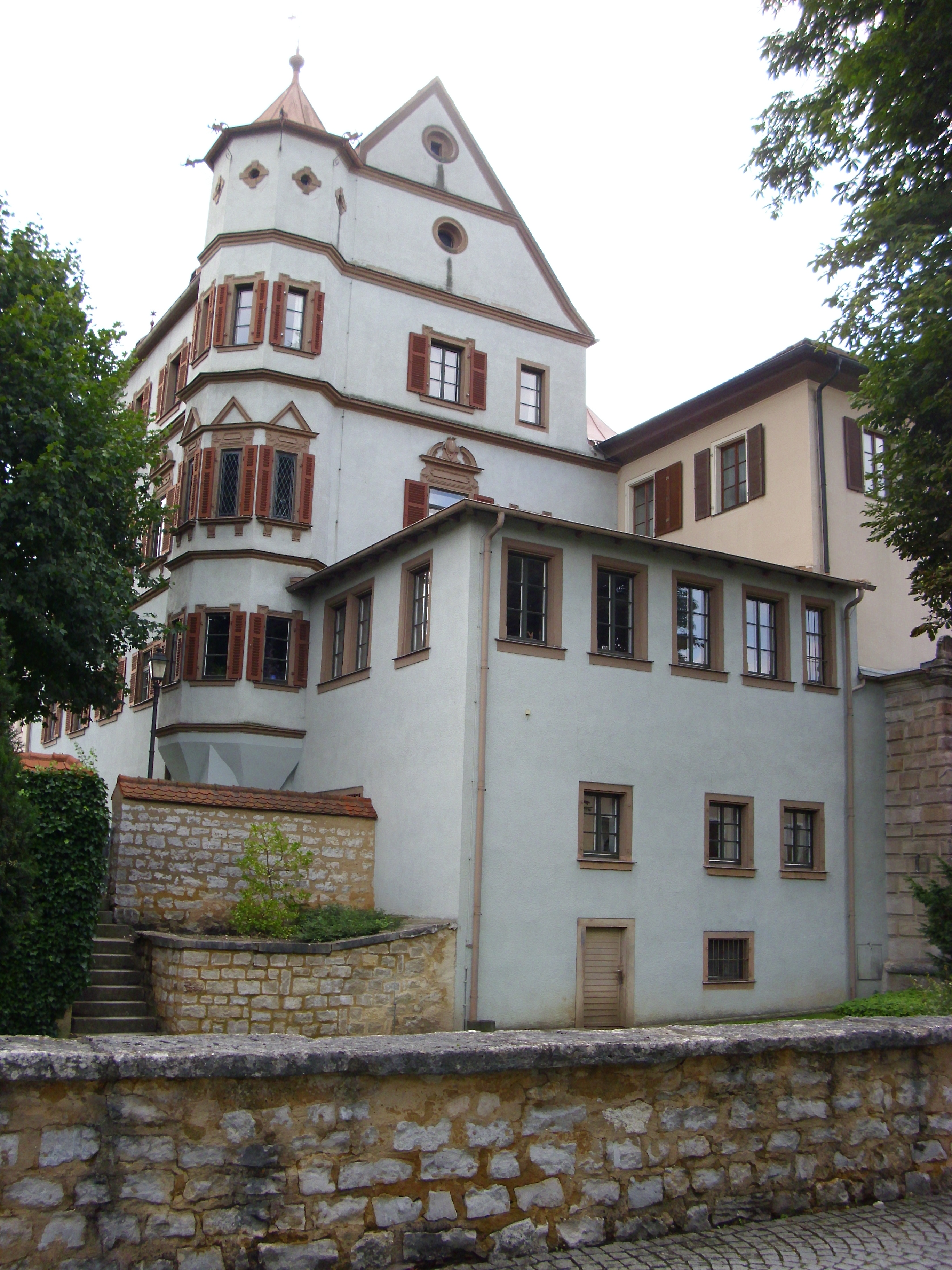
Kasteel Stadtschloss of Niedere Veste (2)
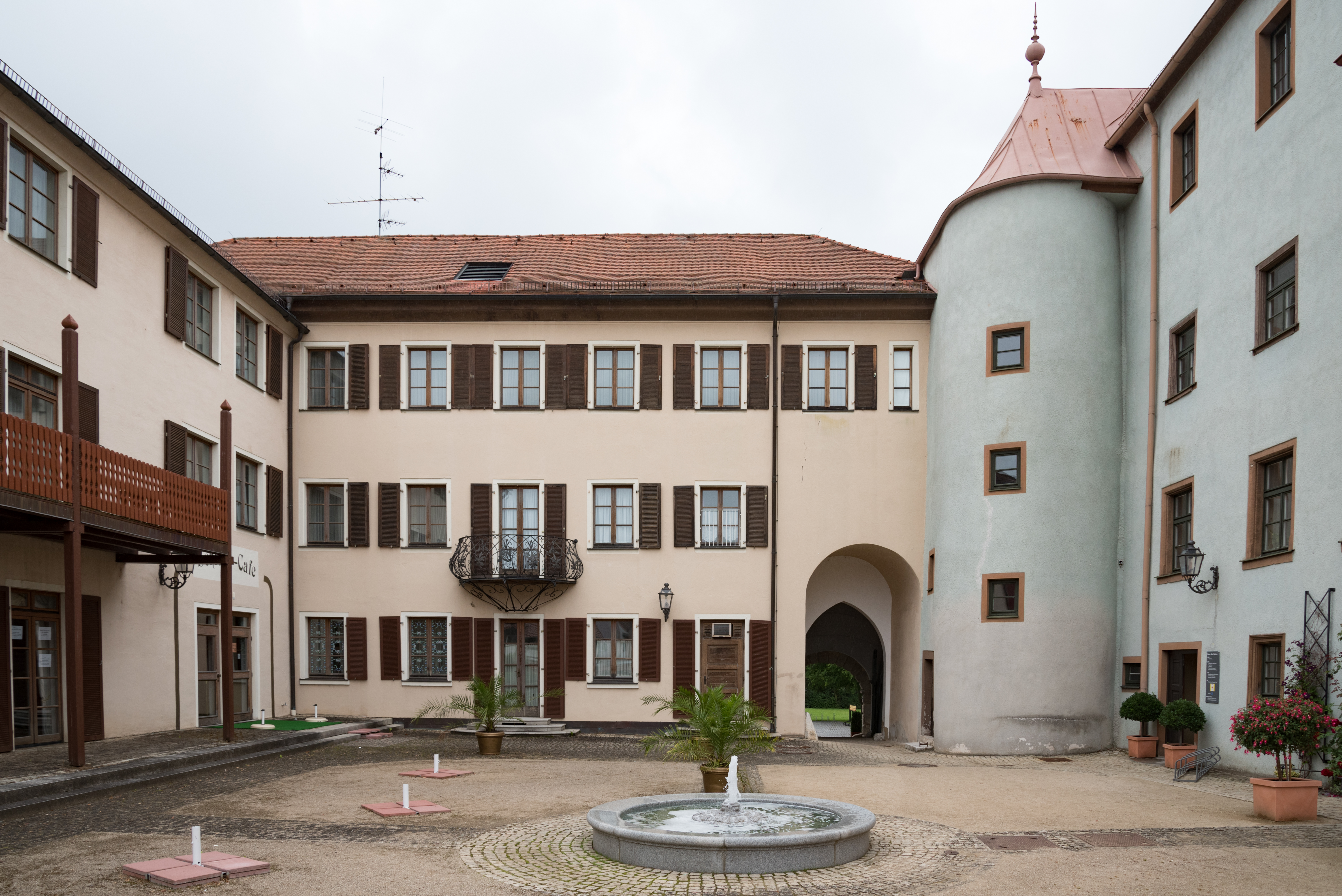
Binnenplaats van dit kasteel
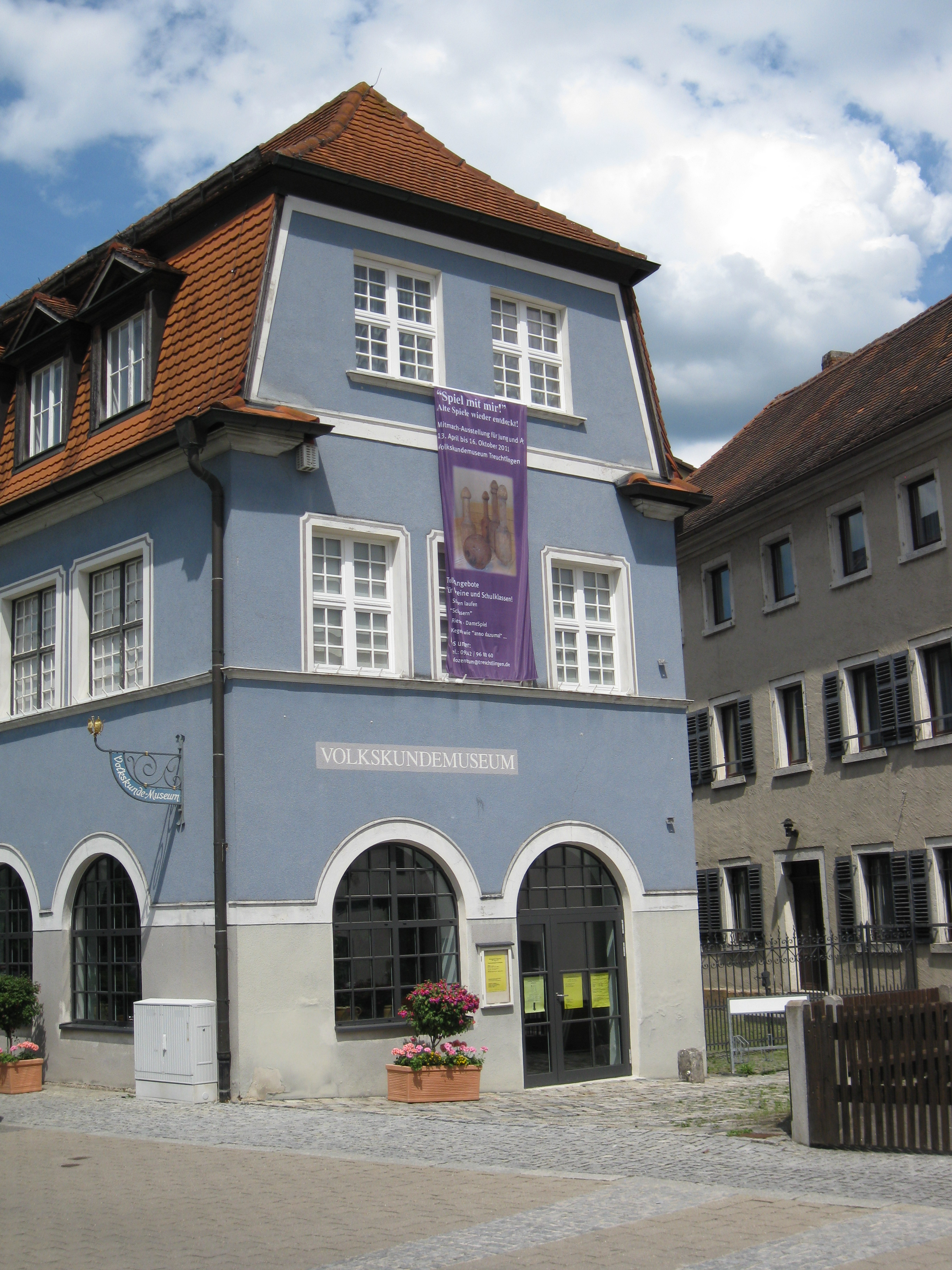
Volkskundemuseum
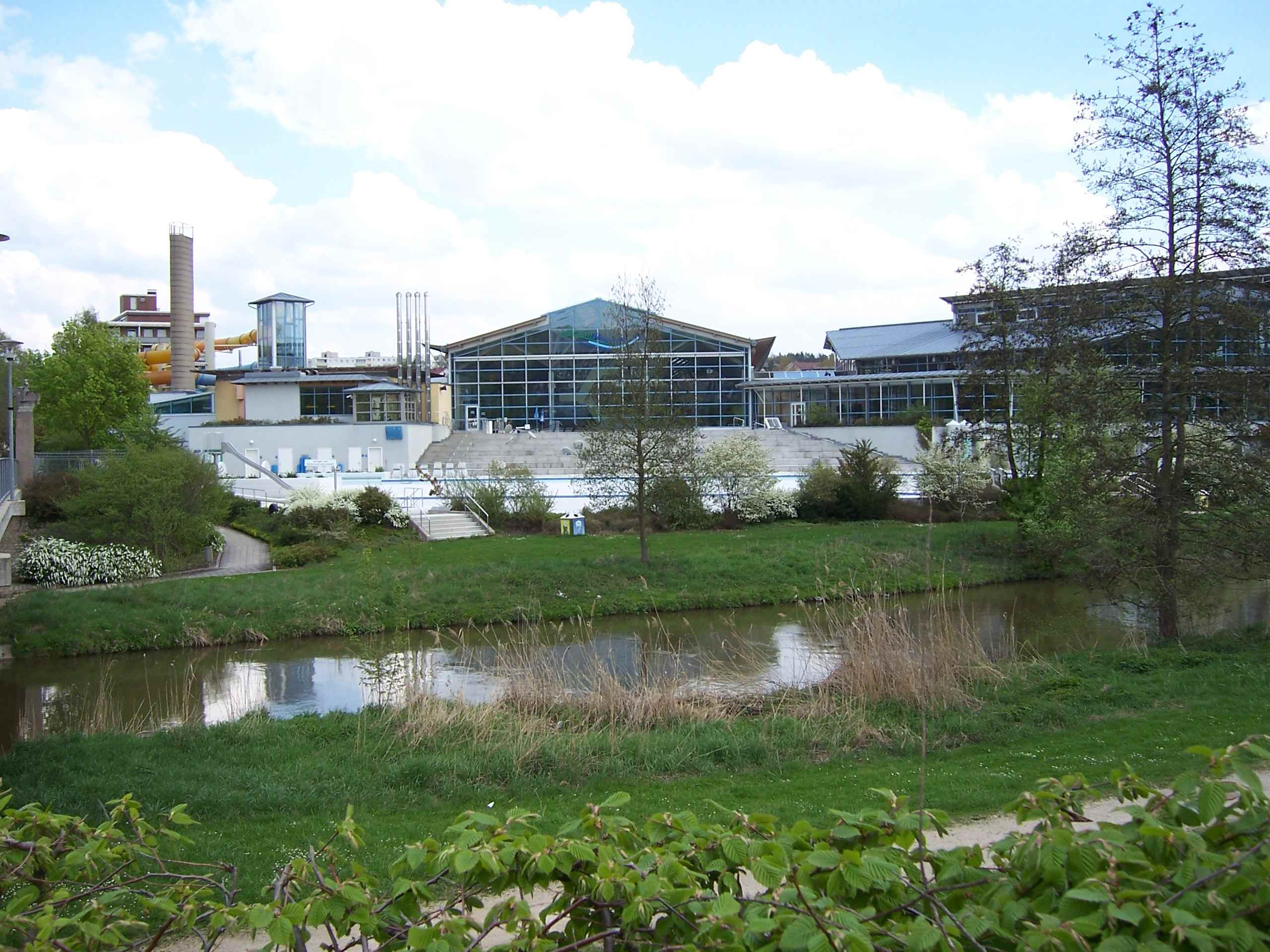
Altmühltherme
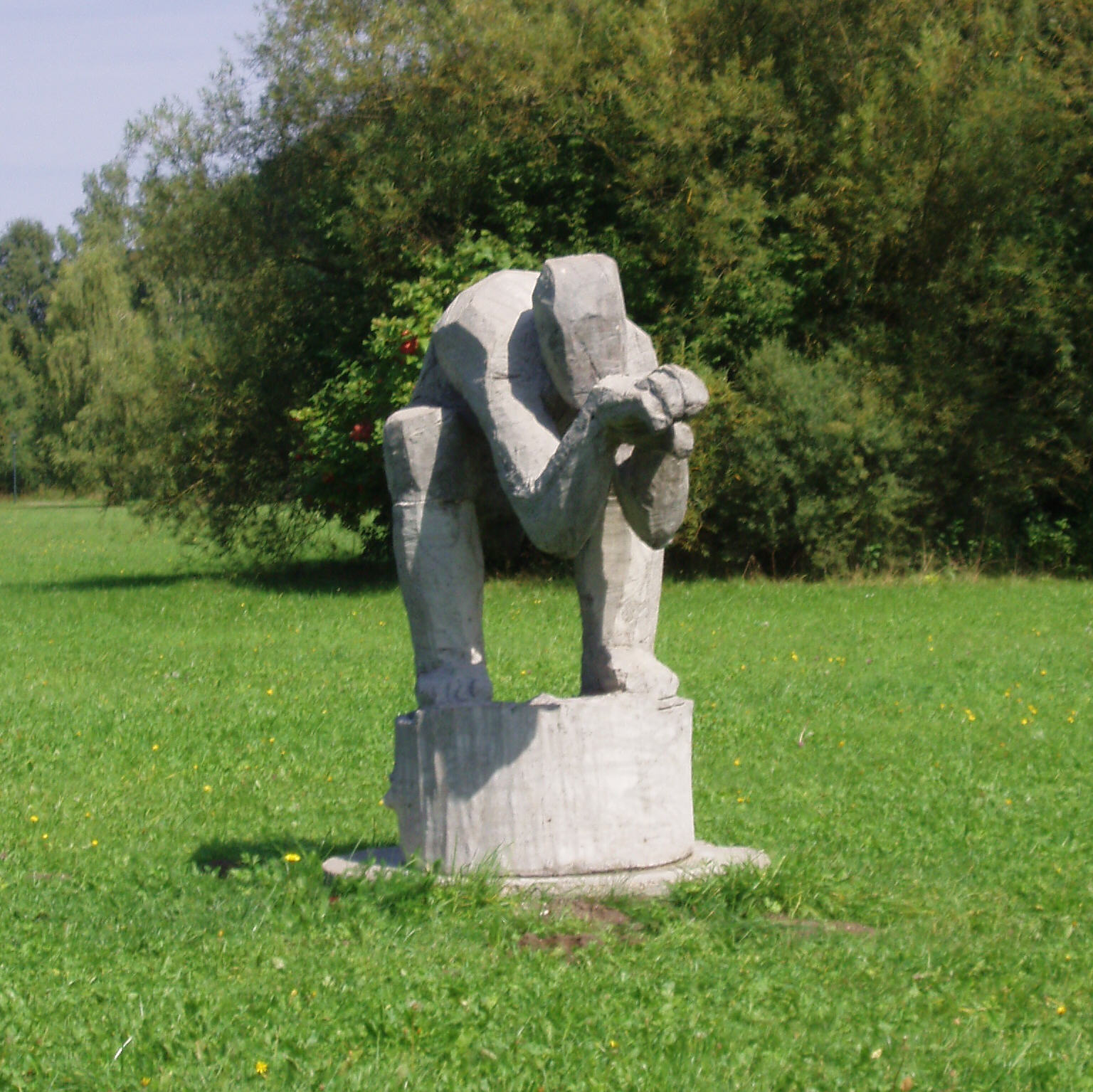
Sculptuur (1997) in het kuurpark: Loerende figuur door Christian Rösner uit Bamberg
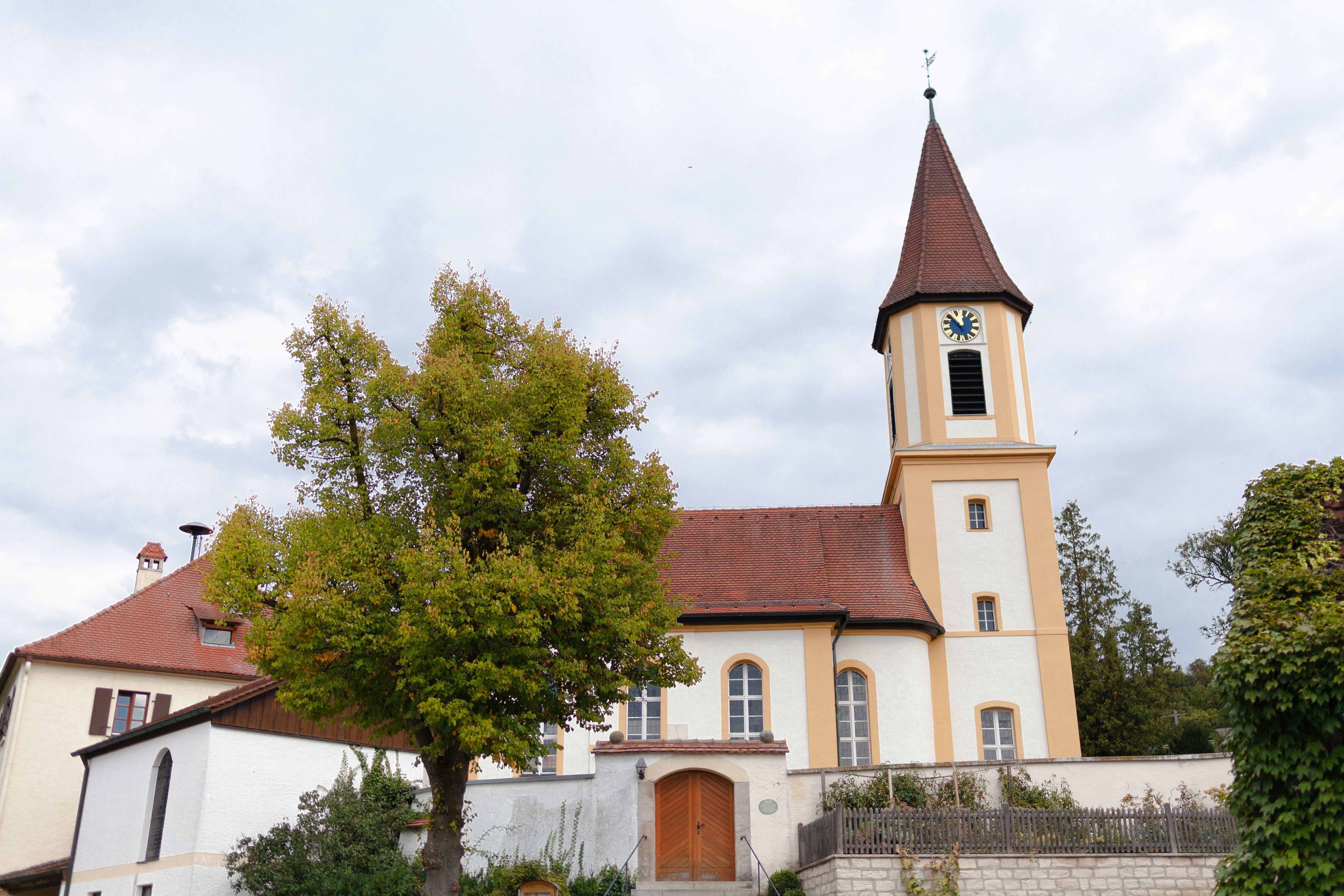
H. Kruiskerk, Bubenheim
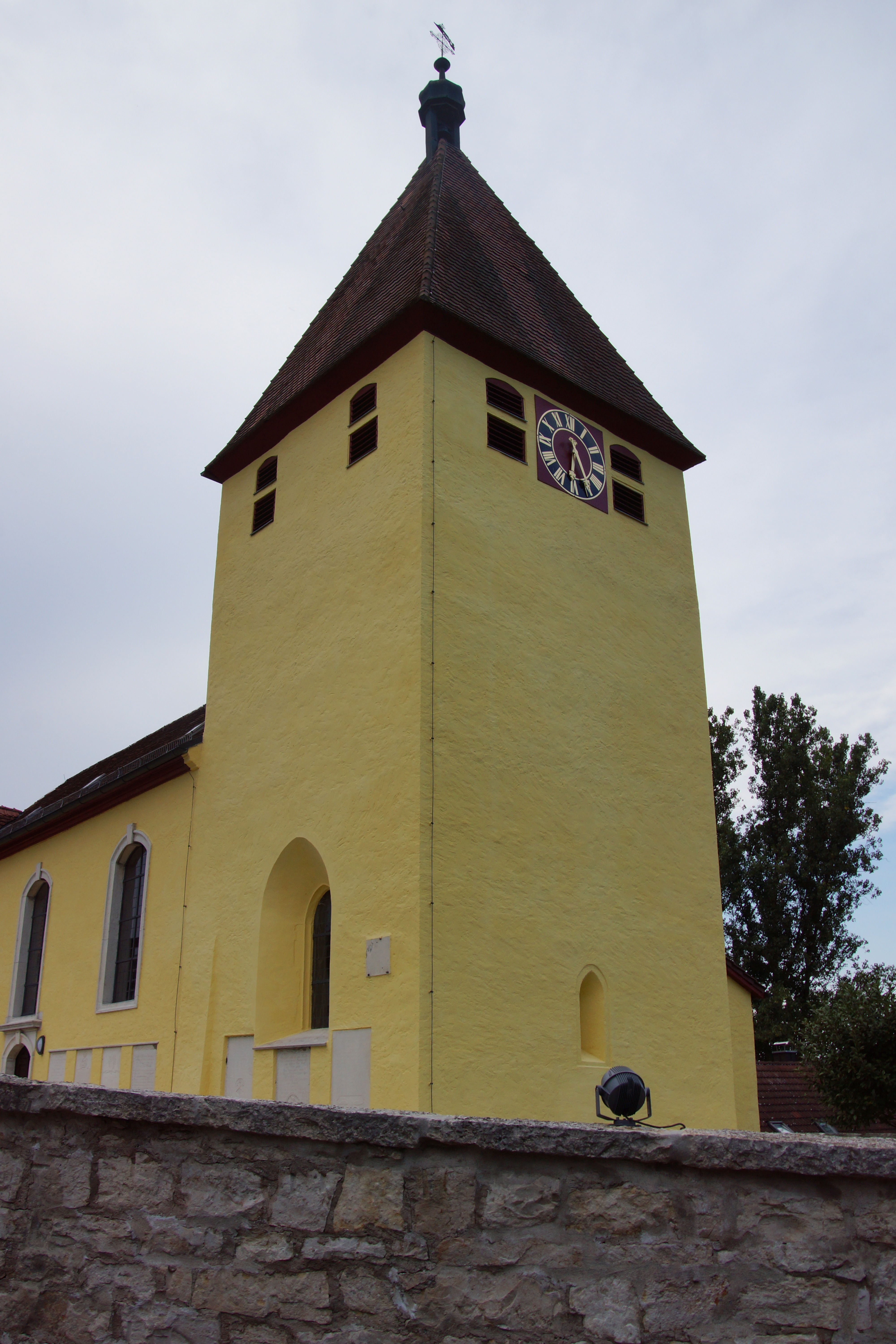
Dietfurt, Johannes-de-Doperkerk
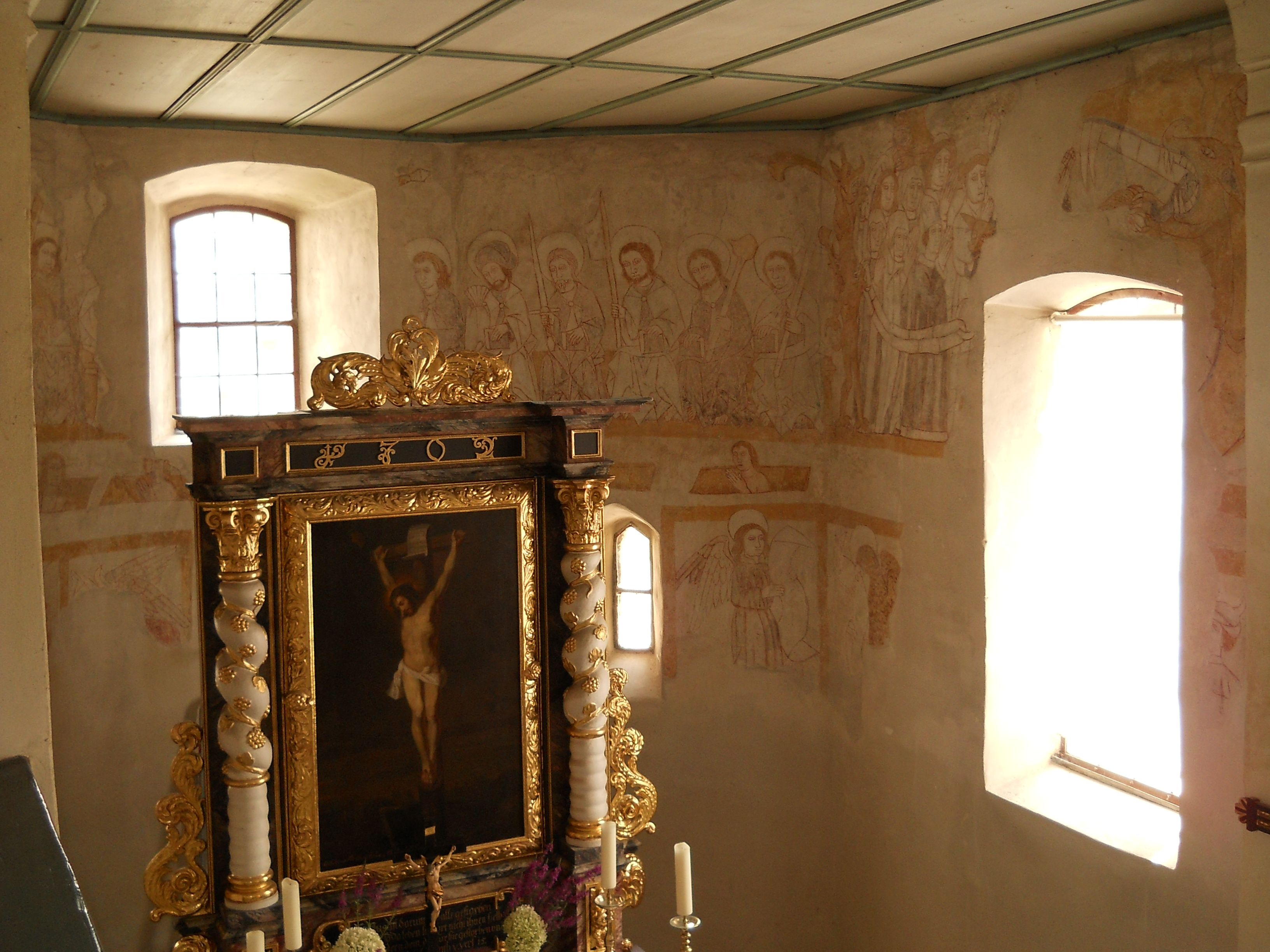
Interieur dorpskerk te Graben
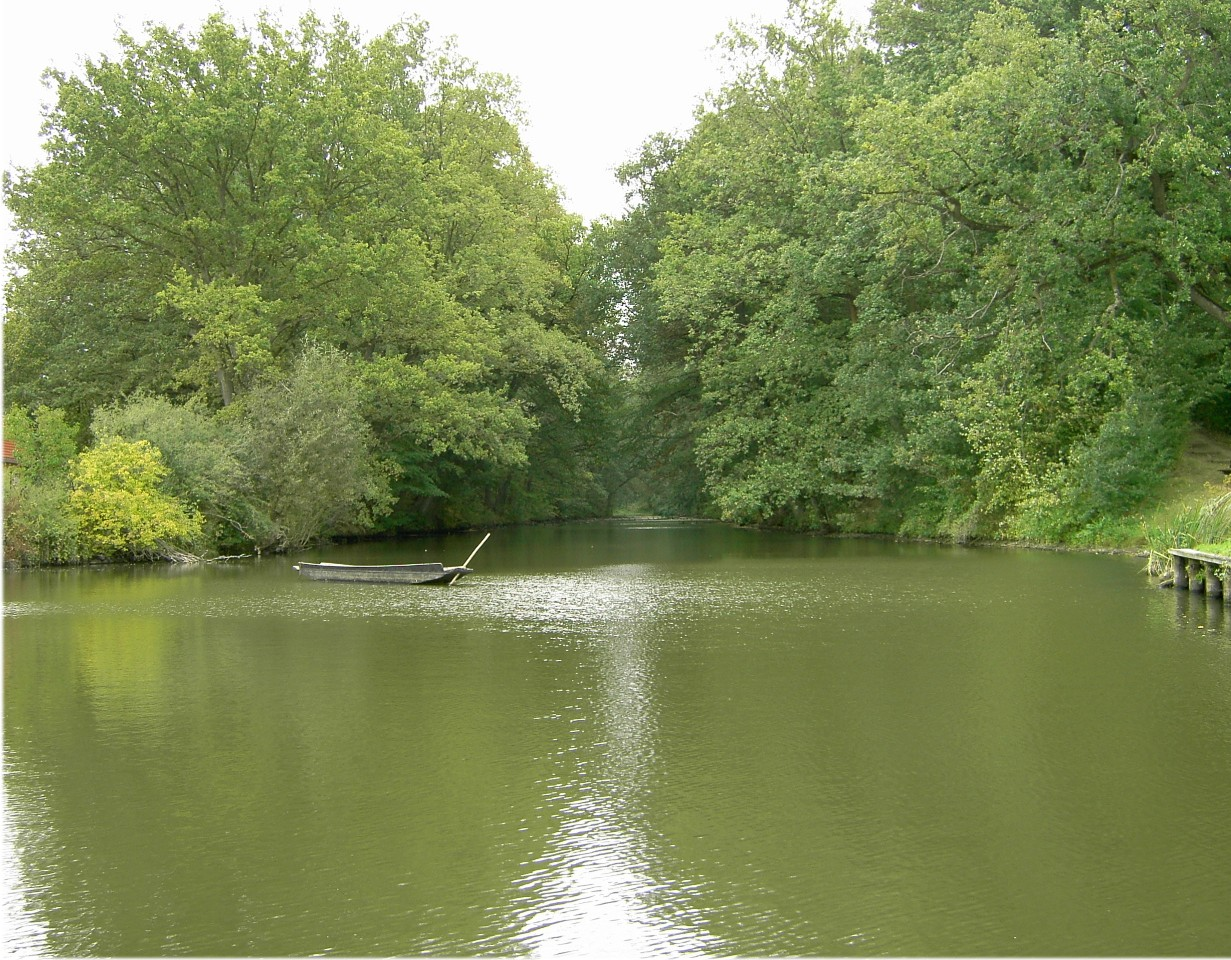
Restant van de Fossa Carolina bij Graben
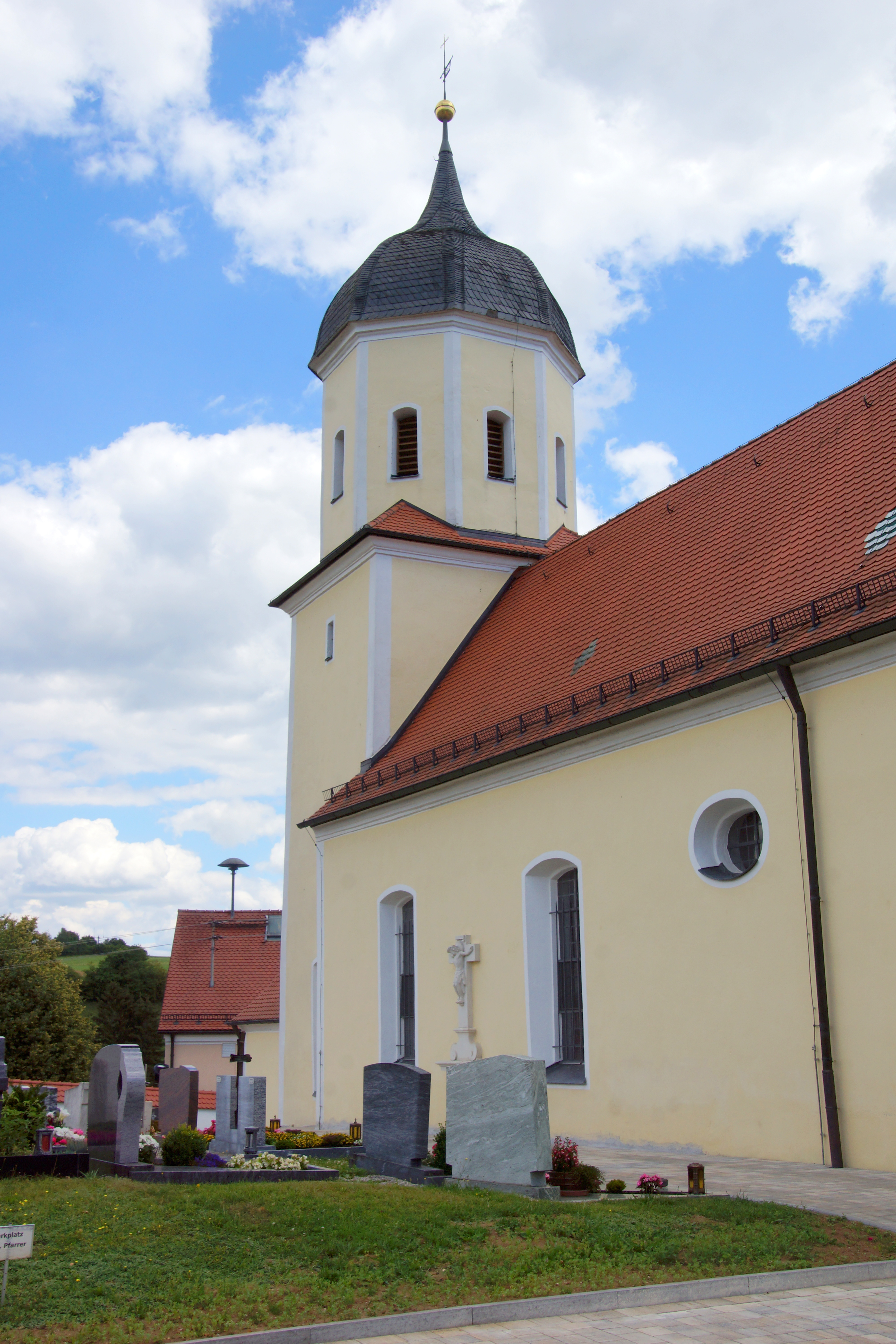
Gundelsheim, St. Ulrichkerk
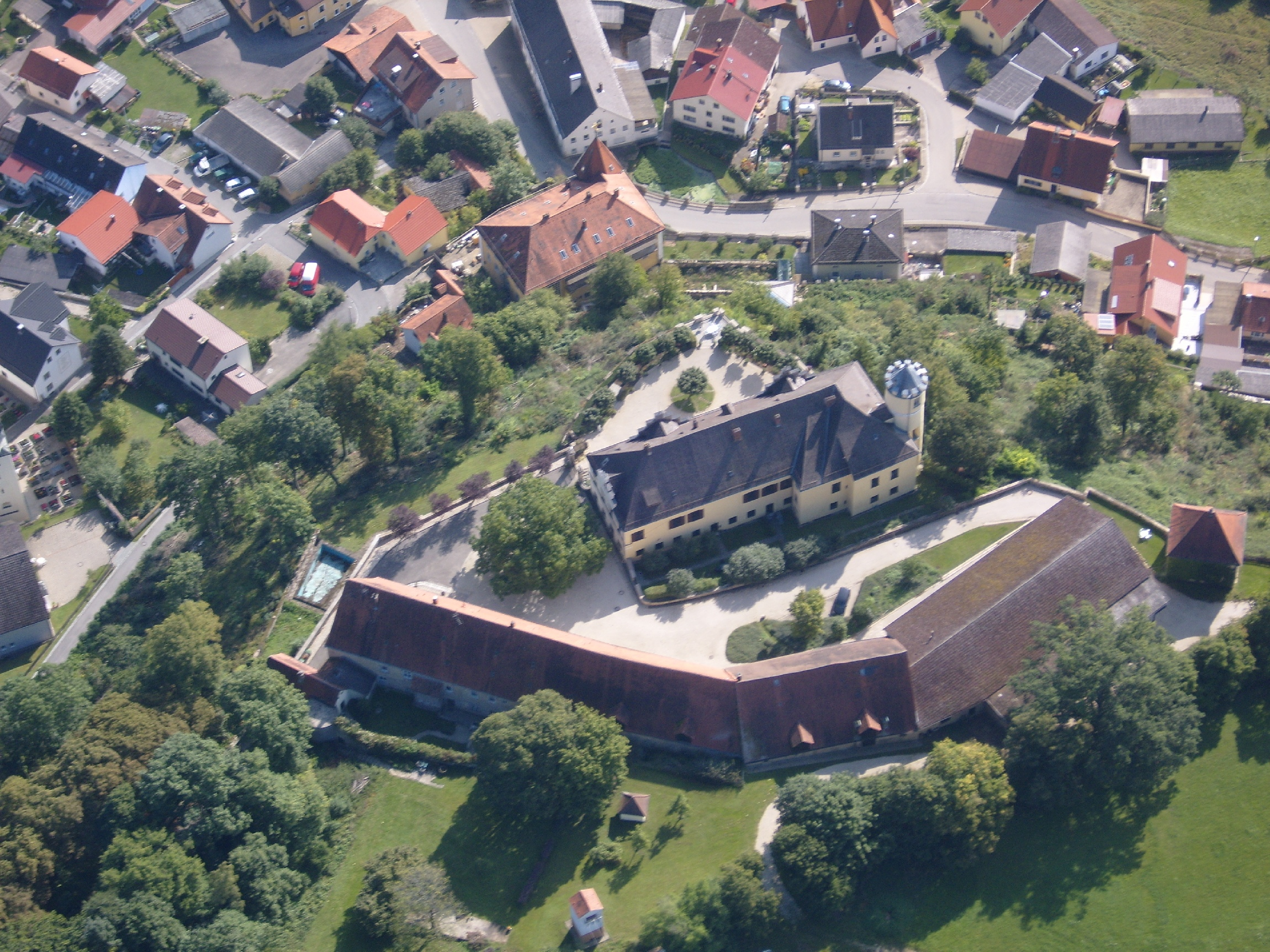
Kasteel te Möhren
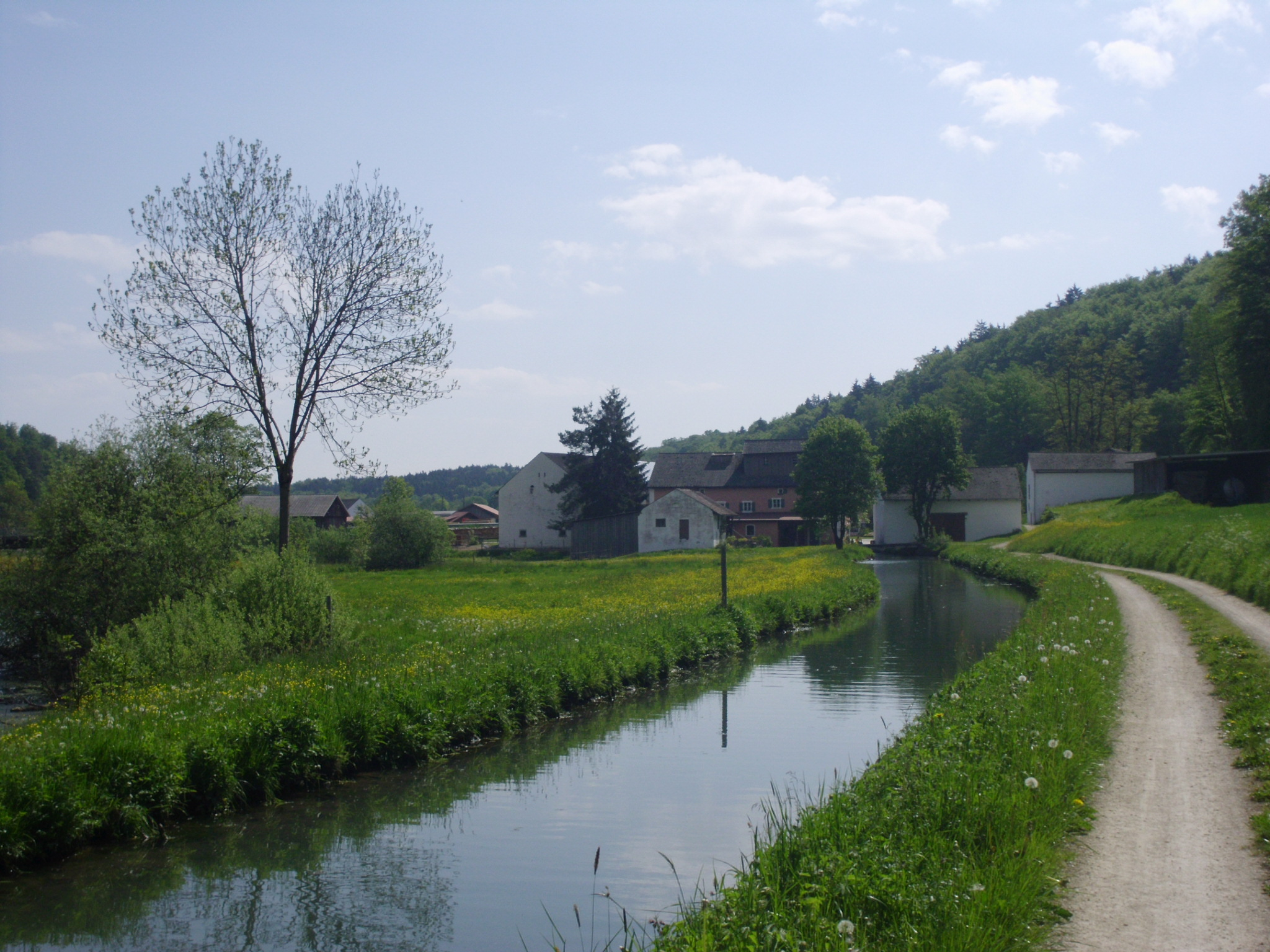
De Mattenmühle aan de Möhrenbach, één van de vele oude watermolens in de gemeente
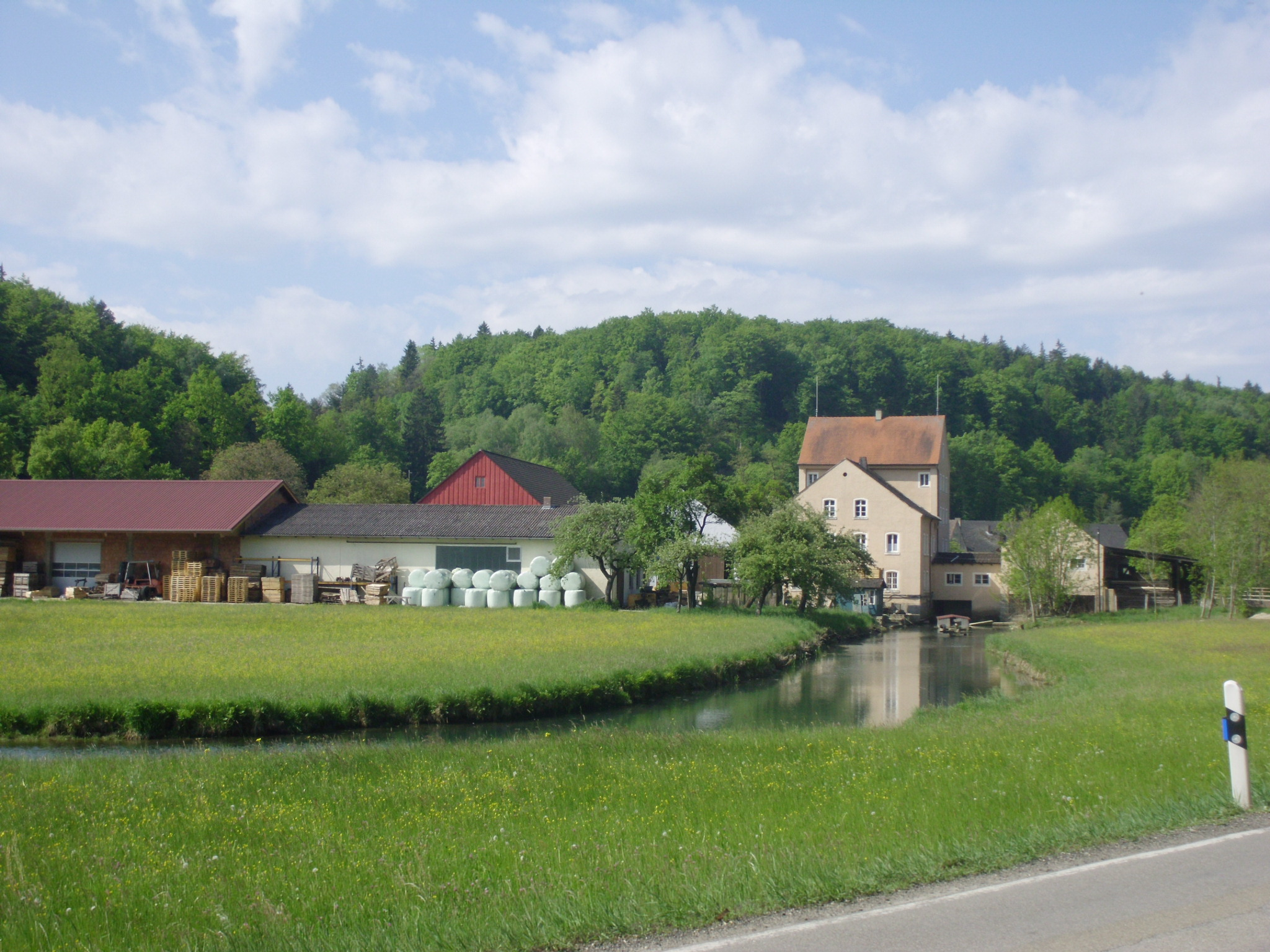
De Schürmühle aan de voet van de Mühlberg. Op de voorgrond de Möhrenbach.
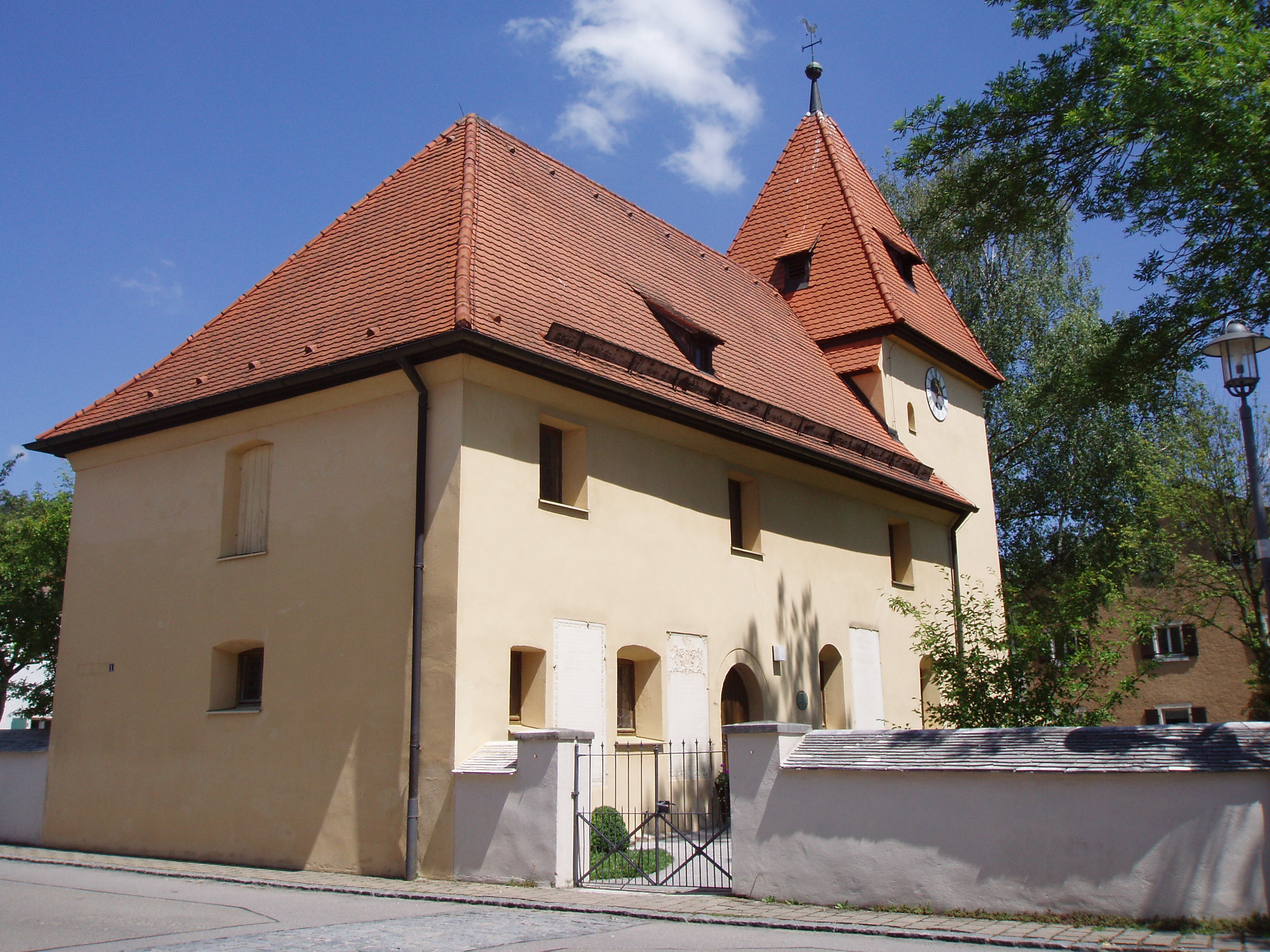
Schambach, Willibaldskerk
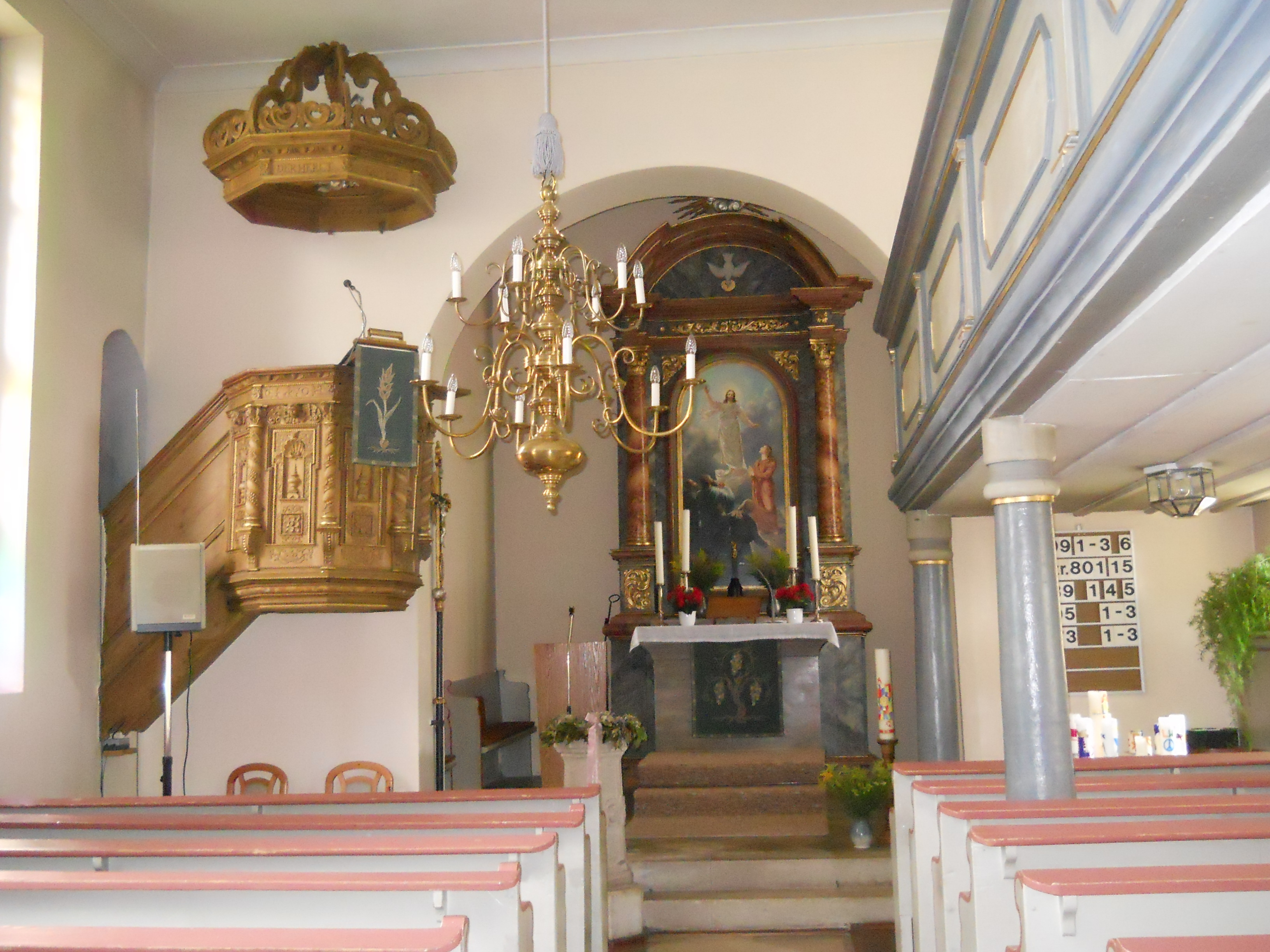
Interieur van deze kerk
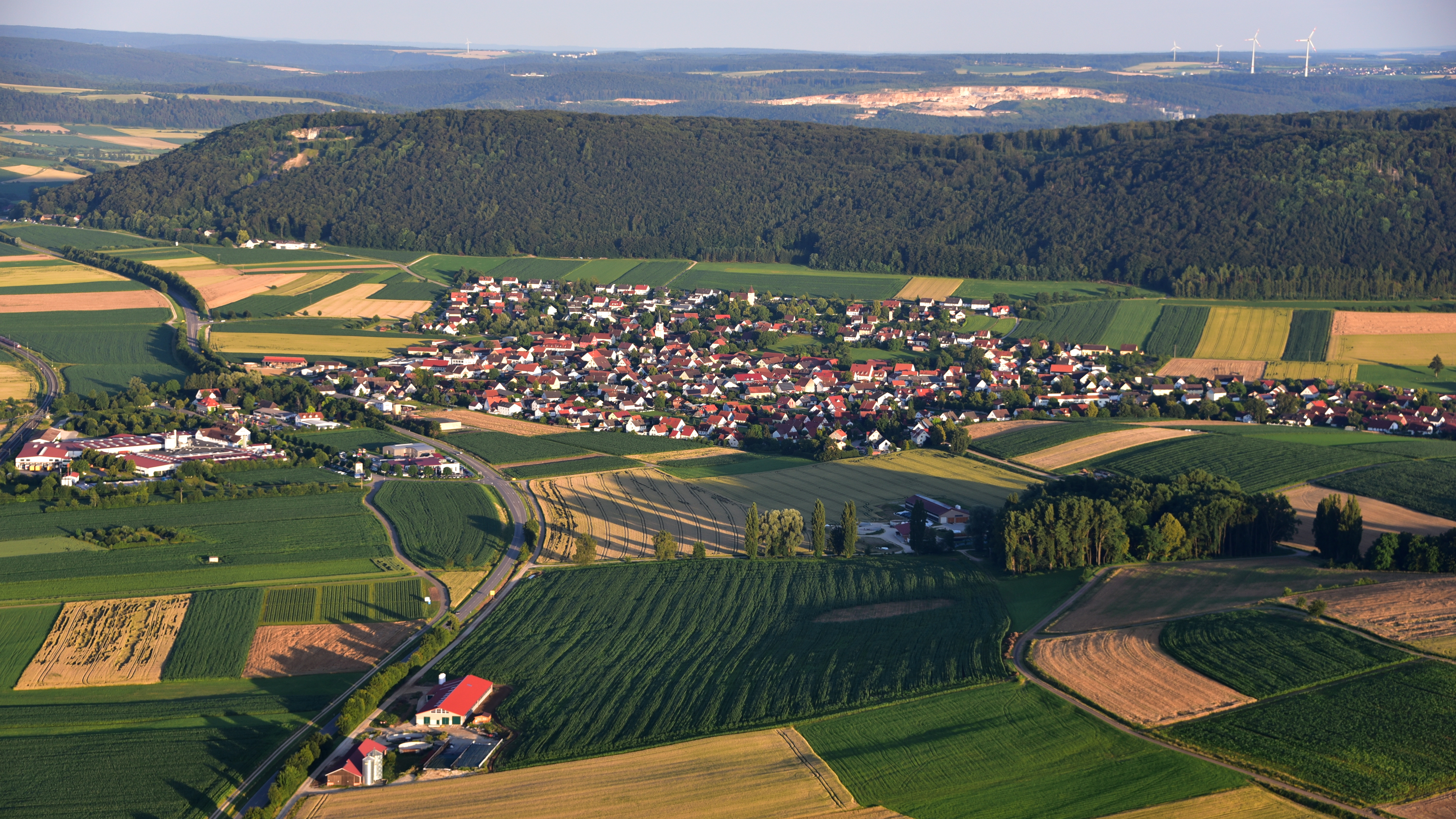
Gezicht op Wettelsheim
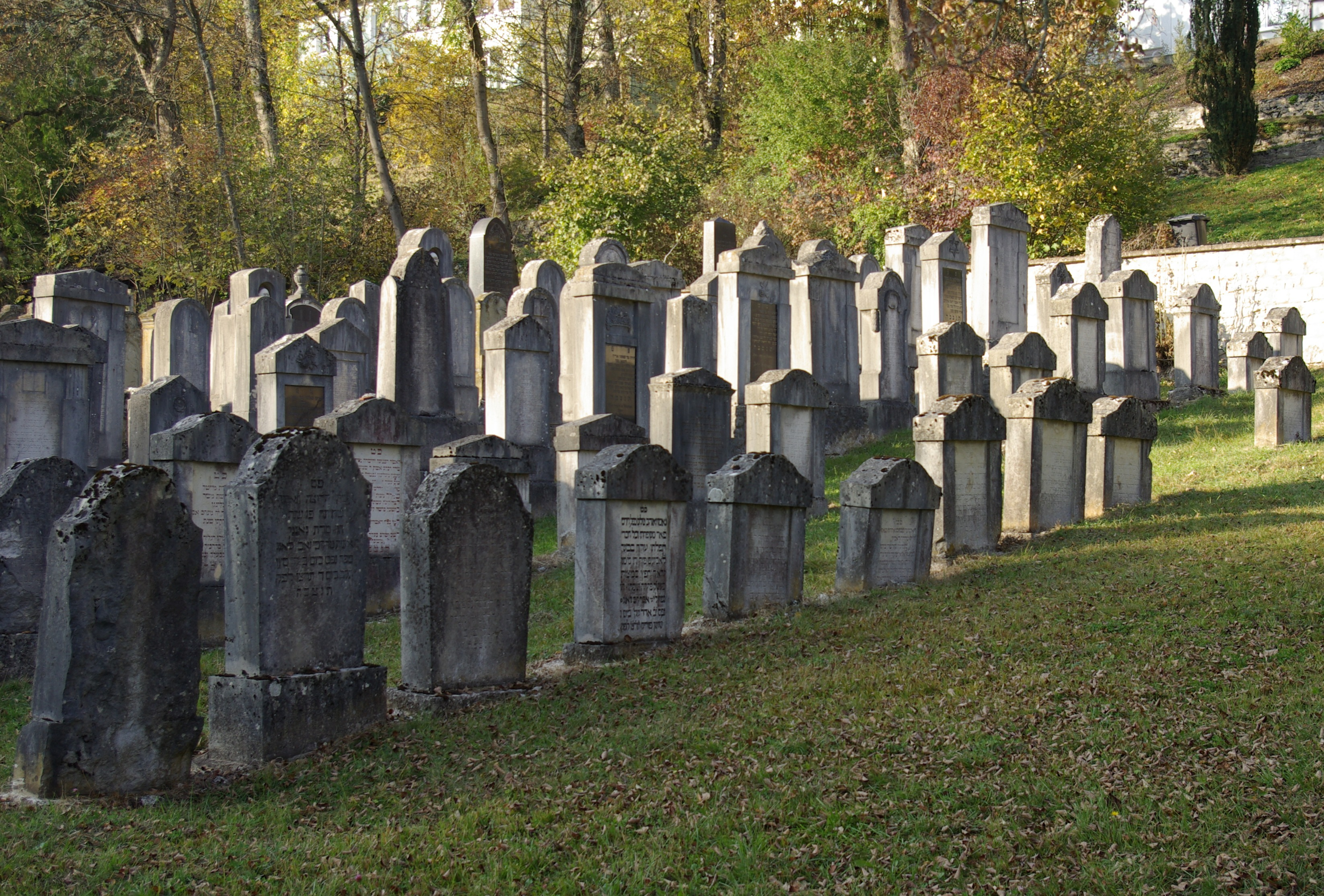
Joodse begraafplaats

## Partnergemeentes
Treuchtlingen onderhoudt jumelages met:
- Ponsacco in Italië, sedert 2003
- Bonyhád in Hongarije, sedert 2011

## Geboren in of verbonden met Treuchtlingen
- Gottfried Heinrich zu Pappenheim (Treuchtlingen, in het Stadtschloss, 8 juni 1594 - Leipzig, 17 november 1632), Duits graaf en veldheer, sneuvelde in de Dertigjarige Oorlog.
- Emil Otto Sommer (* 2 november 1885 in Edenkoben, Rheinpfalz; † 13 juli 1936 in Würzburg), als achtjarig jongetje blind geworden; van 1917-1933 burgemeester van Treuchtlingen, volgens plaatselijke historici uiterst bekwaam en integer bij de uitoefening van deze functie; in oktober 1933 door de nazi's verjaagd, omdat hij joodse voorouders had. In de stad is een straat naar hem genoemd.